# De Dion-Bouton

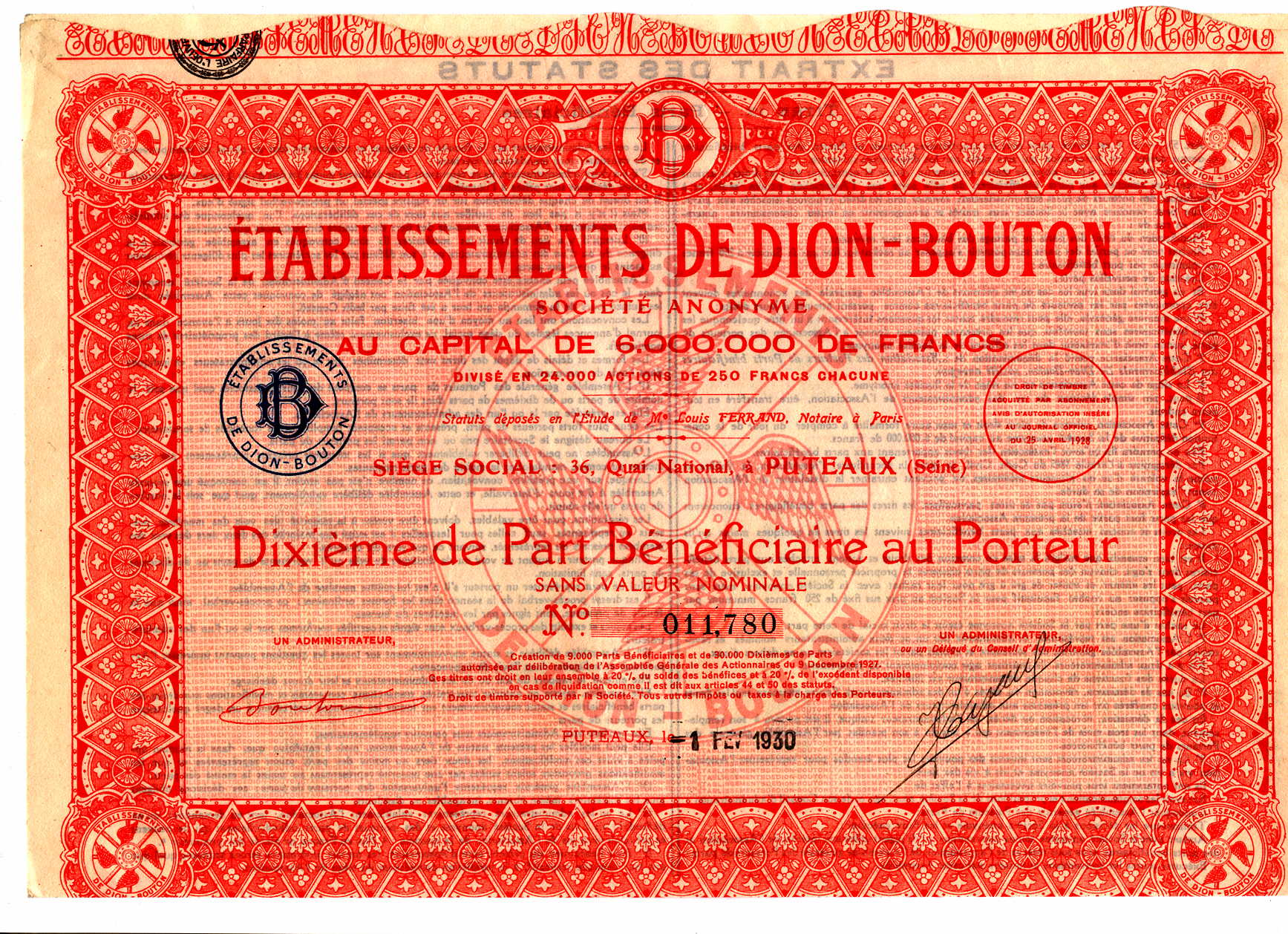
Aktie des Unternehmens von 1930

De Dion-Bouton war ein französischer Industriebetrieb, der hauptsächlich als Fahrzeughersteller aktiv war. Zu Beginn des 20. Jahrhunderts war De Dion-Bouton der größte Automobilhersteller der Welt und Weltmarktführer für Verbrennungsmotoren.

## Vorgeschichte

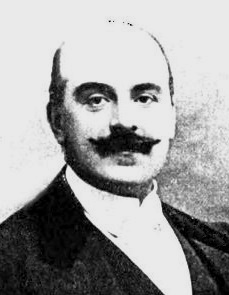
Graf Jules-Albert de Dion

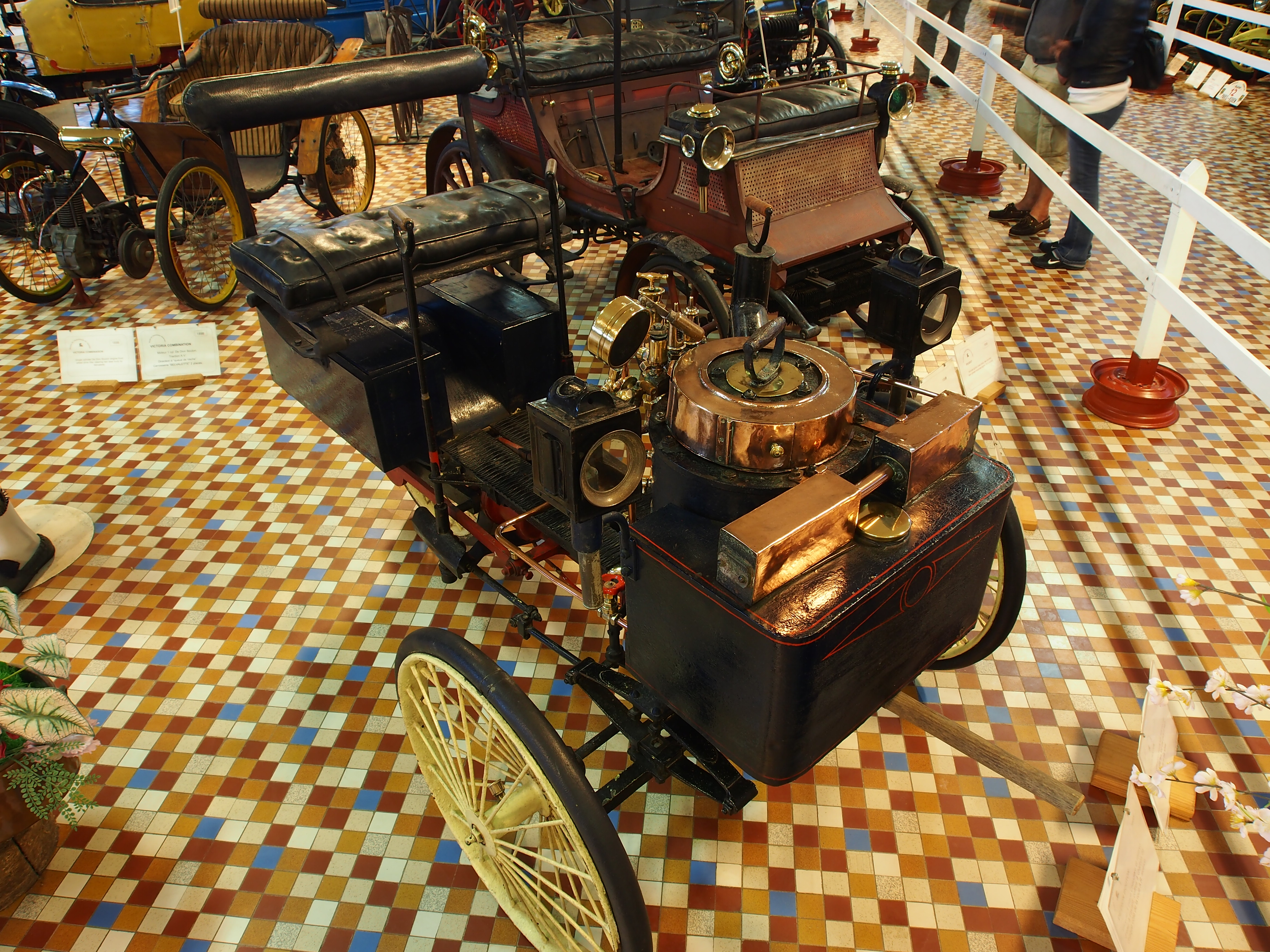
Dampfdreirad Type I. Vorn ist der leichte Kessel sichtbar.

Der Eisenbahningenieur Charles-Armand Trépardoux (1853–1920) und der Mechaniker Georges Bouton (1847–1938) gründeten Ende der 1870er Jahre an der Passage Léon, nahe der Rue de La Chapelle im Pariser 18. Arrondissement, eine mechanische Werkstätte für physikalische Apparate und hochpräzise Geräte. Charles-Armand Trépardoux war Absolvent der École impériale des Arts et Métiers in Angers und ein Fachmann für Dampfkesselbau. Er heiratete 1879 Boutons Schwester Eugènie.
Das gemeinsame Unternehmen machte nur bescheidene Umsätze, daher stellten die beiden nebenbei Einzelanfertigungen von technischem Spielzeug wie Miniatur-Dampfmaschinen, Dampf-Modellschiffe oder -eisenbahnen her. Der bedeutendste Abnehmer dafür fand sich mit dem exklusiven Ladengeschäft Giroux am Boulevard des Italiens, das auch Arbeiten in Auftrag gab und sie seiner wohlhabenden Kundschaft anbot. Das mechanische Spielzeug von Bouton und Trépardoux galt als besonders sorgfältig konstruiert und gebaut, dennoch trug es mit acht Franc als durchschnittlichem Tagesverdienst wenig zum Umsatz bei. Trotz dieser Schwierigkeiten arbeiteten sie in ihrer freien Zeit an der Entwicklung eines neuartigen, sehr leichten und leistungsfähigen Dampfkessels. Die Grundlagen dazu lieferte Ingenieur Trépardoux als Spezialist für Schnellverdampfung.
Vor Weihnachten 1881 sah Albert de Dion (1856–1946) eine der Modelldampfmaschinen aus der Werkstatt von Bouton und Trépardoux im Schaufenster von Giroux, erkundigte sich nach den Erbauern und suchte den Kontakt zu Bouton. Daraufhin kam es zu einer Geschäftsverbindung mit de Dion. Sie waren zunächst seine Angestellten. Durch diese Zusammenarbeit konnten sie die Arbeiten am Kessel erfolgreich abschließen.
Gemäß einer älteren Quelle kam der Anstoß zum Bau des Kessels erst später. Demnach hatte der Graf seine zu dieser Zeit noch angestellten Mitarbeiter erst nach Monaten darüber informiert, dass er plante, einen leichten Dampfwagen zu bauen. Bouton soll darauf eingewandt haben, dass es keinen Kessel gäbe, der leicht genug für diesen Zweck sei. Der Graf meinte, dass sie dann eben einen solchen entwerfen müssten.

## Unternehmensgeschichte

### Trépardoux et Cie, ingénieurs-constructeurs

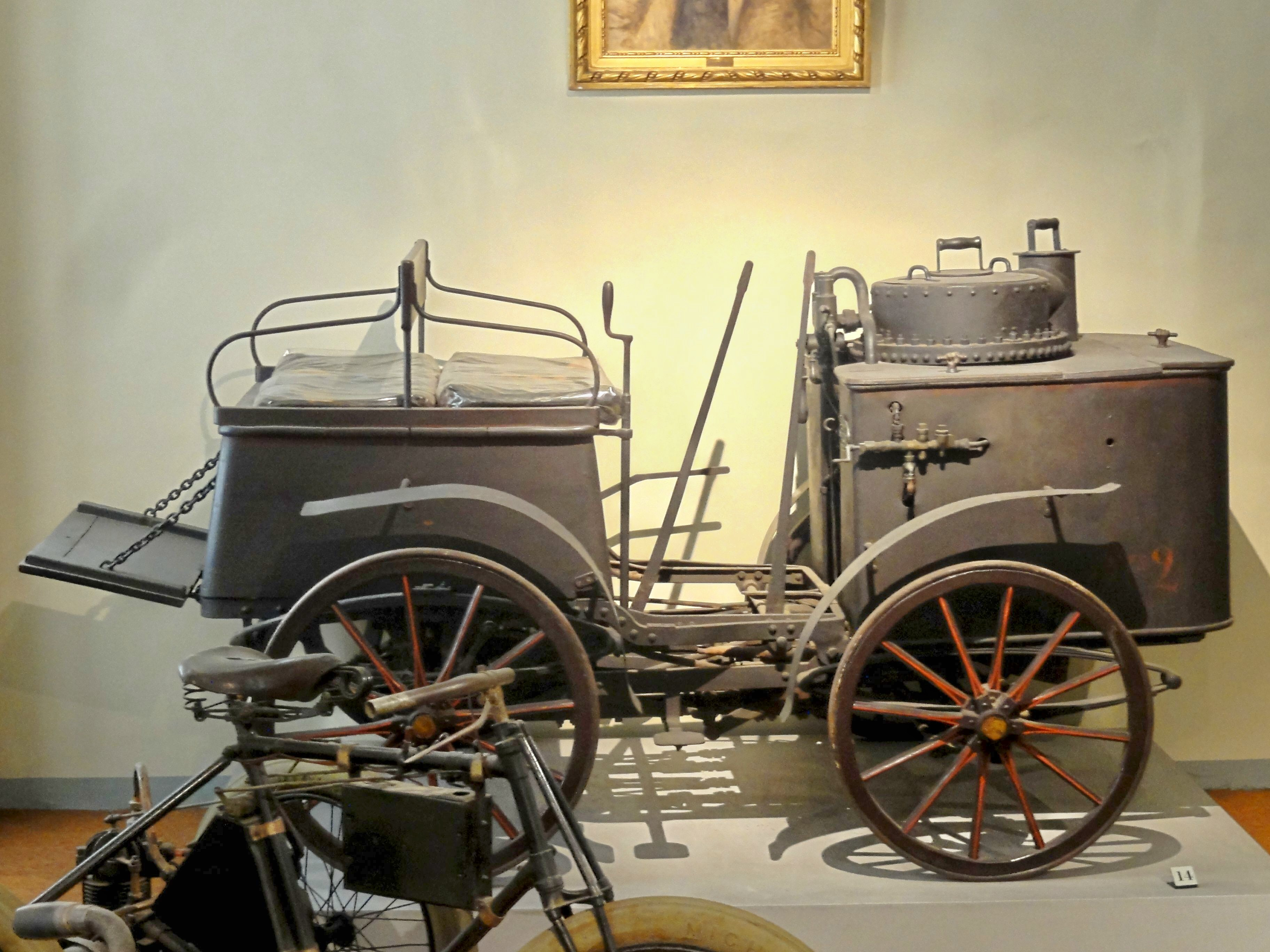
Ein früher Dampfwagen De Dion, Bouton & Trépardoux „Dog Cart de route“ (1885). Er gilt als „leichter“ Wagen, der von einer Person bedient werden konnte. Der Trépardoux-Kessel liegt vorn; Behälter für Wasser und Kohle sind unter den Sitzen angebracht.

Aus diesen Anfängen ergab sich 1882 das Unternehmen Trépardoux et Cie, ingénieurs-constructeurs an der Rue Tronchet 22, nicht weit von der Porte Maillot. Der Name wurde gewählt, weil Trépardoux ein abgeschlossenes Ingenieursstudium vorweisen konnte, was vertrauensbildend wirkte. De Dion war ein harter Geschäftsmann. Als Investor diktierte er einen Gesellschaftervertrag, der ihm 80 % der Einkünfte sicherte, Trépardoux und Bouton aber zu ausschließlicher Tätigkeit für das Unternehmen verpflichtete.
Trépardoux & Cie. zog 1883 um an die nahe Rue Pergolèse 22 ins 17. Pariser Arrondissement. Laut einer anderen Quelle war die Rue Pergolèse die anfängliche Adresse.

### De Dion, Bouton et Trépardoux
Zwei Quellen nennen bereits für 1883 die Firmierung De Dion, Bouton et Trépardoux, während sich die ähnliche Schreibweise De Dion, Bouton & Trépardoux auf einem Katalog des Unternehmens vom Oktober 1889 findet. Allerdings ist Korrespondenz von 1886 erhalten, die auf Trépardoux & Cie. lautet. Das Unternehmen wuchs, nicht zuletzt dank der Beziehungen de Dions, und benötigte erneut größere Räumlichkeiten. Diese wurden spätestens 1886 an der Rue des Pavillons 20 in Puteaux bezogen; laut einer anderen Quelle 1887. Über 20 Angestellte waren beschäftigt.

### Établissements De Dion, Bouton & Trépardoux
1887 wurde das Unternehmen als Établissements De Dion, Bouton & Trépardoux neu organisiert. Erst jetzt wurden die Angestellten Bouton und Trépardoux Partner des Grafen. Sie waren mit je 20 Prozent am Erfolg beteiligt. Dass de Dion als Finanzier die Entscheidungen traf, änderte sich nicht und die beiden waren weiterhin verpflichtet, dem Unternehmen ihre ganze Arbeitskraft zur Verfügung zu stellen; die Auswertung ihrer Arbeit, also Lizenzgebühren aus eingereichten Patenten, standen dem Unternehmen zu.
Ab etwa 1889 interessierte sich De Dion bereits für den Ottomotor als wesentlich leichtere Alternative zur Dampfmaschine. Er hatte erkannt, dass das angestrebte Ziel eines billigen, leichten Automobils nicht mit dem Dampfantrieb zu erreichen war. Er war von der Zukunft des neuen Motors überzeugt und entschied, eigene Verbrennungsmotoren herzustellen. Das stieß auf den Widerstand von Trépardoux. Noch kam es aber nicht zum Bruch, wohl nicht zuletzt, weil er Trépardoux’ außerordentliche Fähigkeiten als Ingenieur und Techniker schätzte. Das Unternehmen produzierte in der Folge noch mehrere Jahre lang Dampfmaschinen und -fahrzeuge.
Der schwelende Konflikt zwischen dem Grafen de Dion und Trépardoux brach schließlich offen aus, als der Graf über seine Absicht informierte, allmählich ganz auf Verbrennungsmotoren umstellen zu wollen und den Dampfantrieb aufzugeben. Es kam zu einer harten Auseinandersetzung zwischen den beiden, gefolgt vom sofortigen Ausscheiden Trépardoux’ am 27. Mai 1893. Eine weitere Quelle bestätigt 1893, während eine andere Quelle den Januar 1894 als Austrittsmonat von Trépardoux nennt.

### De Dion, Bouton et Compagnie
Die Umbenennung in De Dion, Bouton et Compagnie erfolgte laut zweier Quellen 1894. Ebenfalls 1894 zog das Unternehmen in die Rue Ernest 12 in Puteaux. Möglicherweise war dort nur ein zusätzliches Werk.
Am 29. Januar 1895 wurde der Markenname De Dion-Bouton geschützt.

### Société de Dion-Bouton et Cie
1898 trat Baron de Zuylen in das Unternehmen ein. Daraufhin wurde das Unternehmen in eine Kommanditgesellschaft mit dem Namen Société de Dion-Bouton et Cie umgewandelt und im folgenden Jahr neues Land erworben, auf dem Werkstätten und ein Labor errichtet wurden. Im selben Jahr erfolgte der Umzug an den Quai National 36 in Puteaux.
1900 war De Dion-Bouton mit 400 gebauten Wagen und 3200 Motoren der größte Automobilhersteller weltweit. In dem Jahr waren 1300 Mitarbeiter beschäftigt und sechs Jahre später 2500. Im Jahr 1907 waren es 2800 Mitarbeiter und 1910 lag die Zahl des Personals bei 3500. Seit der Gründung des Unternehmens bis zum Jahr 1910 wurden über 30.000 Fahrzeuge und über 80.000 Motoren produziert.

### Société anonyme des établissements de Dion-Bouton
1908 erfolgte die Umbenennung in Société anonyme des établissements de Dion-Bouton und einhergehend die Umwandlung in eine Aktiengesellschaft.
1909 begann die Produktion von Fahrrädern, die fünf Jahre lang betrieben wurde.
1912 beschäftigte das Unternehmen 4000 Mitarbeiter und während des Ersten Weltkriegs maximal 6000. Zu dieser Zeit entstanden auch Flugmotoren.
Danach lief die Autoproduktion nur in einem geringen Umfang an. Neben Personenkraftwagen wurden Lastkraftwagen und Feuerwehrfahrzeuge gebaut.
Ab 1926 nutzte Rochet den Markennamen für Motorräder.
1927 kam es zu einer Liquidation.
1930 schieden de Dion und Bouton aus dem Unternehmen aus.

### Société nouvelle des Automobiles de Dion-Bouton
Danach war der Ingenieur Charles Lecœur für die Automobilherstellung zuständig. Das Unternehmen hieß nun Société nouvelle des Automobiles de Dion-Bouton.
1931 erwarb Albert Chichery von Établissements Chichery die Markenrechte für die Zweiradproduktion.
1932 wurde die Pkw-Produktion eingestellt.
In den 1940er und 1950er Jahren stellte das Unternehmen Industriefahrzeuge, Straßengeräte, Triebwagen und Betriebsausstattungen her. Die Lkw-Produktion endete je nach Quelle 1950 oder 1952. In einem Teil des Werks wurde Wartung und Service von Fahrzeugen durchgeführt, während ein anderer Teil des Werks von Rover genutzt wurde. Einige Feuerwehrfahrzeuge auf Basis des Land Rover erhielten in den 1950er Jahren noch das Markenzeichen von De Dion-Bouton.
1956 wurde das Unternehmen liquidiert.

## Produkte

### Dampfkessel und Dampfwagen
Als erstes Projekt des Unternehmens von 1882 wurde der kompakte und schnell aufheizbare Dampfkessel vorangetrieben und in Frankreich 1883 mit der Nummer 155.206 patentiert.
Das Unternehmen stellte kurz darauf seinen ersten Dampfwagen, genannt Quadricycle („Vierrad“) vor. Sein Antrieb erfolgte über je eine Dampfmaschine auf eines der Vorderräder. Diese waren größer als die hinteren und ähnlich der Konstruktionen von Bollée einzeln aufgehängt. Gelenkt wurden mit den hinteren Rädern, die eine schmalere Spurweite hatten. Der Lenkmechanismus war eher primitiv mit einem Drehschemel, an dem die Achse aufgehängt war. Die Zweikolben-Maschine war so ausgelegt, dass jeder der beiden Kolben die Kraft über eine Kette auf eines der Vorderräder übertrug. Das Fahrzeug galt als „leicht“ und konnte von einer Person bedient werden; andere Konstruktionen wie die genannten von Amédée Bollée waren schwerer, teurer und benötigten oft zusätzlich einen Heizer.
Im gleichen Jahr 1883 erhielt das Unternehmen das Patent auf seinen leichten Heizkessel und begann mit dessen Vermarktung. Er war anfangs für 4 PS-Maschinen entwickelt worden und wurde später in verschiedenen Größen hergestellt. Hauptsächlich wurde er in Vergnügungsbooten und Yachten auf der Seine verwendet, außerdem setzte ihn die französische Marine für einige ihrer Torpedoboote ein.

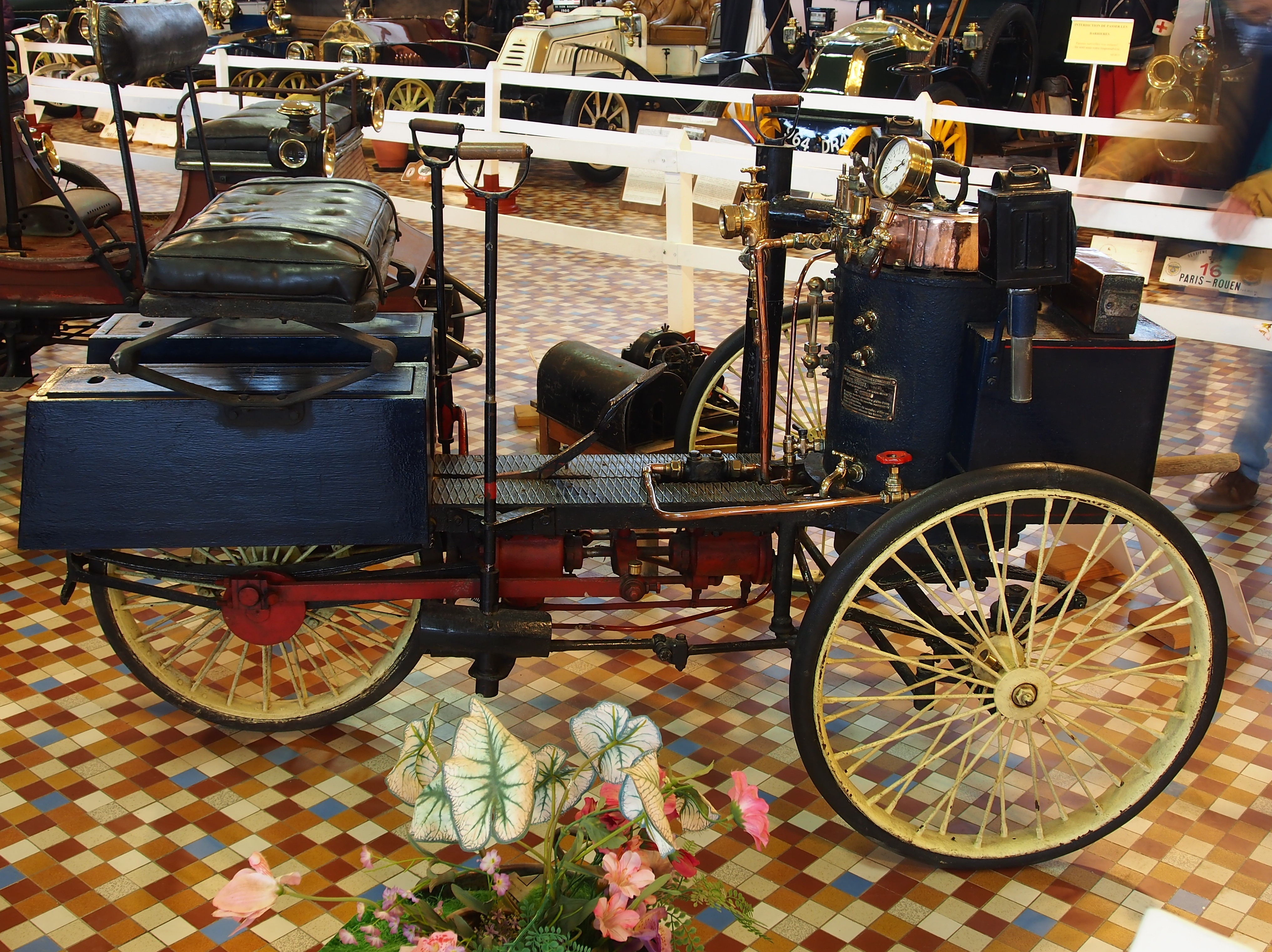
De Dion Bouton Dampfdreirad (1885). Der Trépardoux-Kessel liegt vorn; Behälter für Wasser und Kohle sind unter dem Sitz seitlich des Hinterrads angebracht.

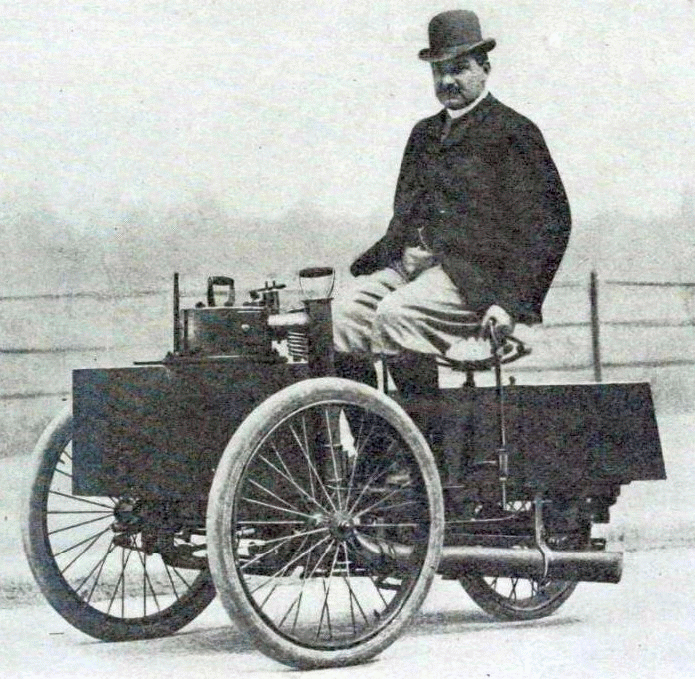
Albert de Dion auf Testfahrt mit einem Dampfwagen De Dion, Bouton & Trépardoux Type III (ca. 1889)

Bereits 1884 erschienen, nach etlichen Versuchsfahrzeugen, zwei dampfbetriebene Tricycles (nicht zu verwechseln mit den späteren benzinbetriebenen De Dion-Bouton-Motordreirädern). Nun gab es nur noch eine Antriebsquelle und diese patentierte Zweikolben-Maschine war so in das Fahrzeug eingebaut, dass jeder der beiden Kolben seine Kraft über eine Kette direkt auf eines der Vorderräder übertrug. Das Fahrzeug galt als „leicht“ und konnte von einer Person bedient werden; andere Konstruktionen waren schwerer, teurer und benötigten oft zusätzlich einen Heizer.
Noch immer waren selbst fahrende Straßenfahrzeuge eine Liebhaberei für wenige und es war ungewiss, ob Automobile sich würden durchsetzen können. Dass sich das Unternehmen dennoch weiterhin auf solche Versuche einließ, stellte ein erhebliches Risiko dar. Ebenfalls 1884 entstand mit De Dion-Bouton La Marquise auch ein zweites Quadricycle. Bei diesem Fahrzeug handelt es sich um den ersten „Rennwagen“ der Welt, das älteste noch erhaltene Fahrzeug dieses Herstellers und möglicherweise auch das älteste erhaltene „Familienauto“ der Welt. La Marquise hat einen stehenden Heizkessel vorne und zwei voneinander unabhängig arbeitende Dampfmaschinen zu je 2 PS Leistung (nach damaliger Berechnungsmethode) die auf je ein Hinterrad wirken. Gelenkt werden die Vorderräder mit einer Achsschenkellenkung; die Spur an der Hinterachse war auch hier deutlich schmaler als an der vorderen. Der Wasservorrat wurde in einem rechteckigen Tank im Heck mitgeführt.
Verkaufsunterlagen von 1886 preisen „Zugmaschinen, Heizkessel die nicht explodieren können, Automobile, Luxuswagen und Trambahnen“ an. Zugmaschinen waren Fahrzeuge welche, analog modernen Sattelschleppern, eine Aufnahme im Heck hatten. Hier wurden Kutschen eingehängt denen zuvor die lenkbare Vorderachse entfernt worden war. 1893 wurde eine neue Generation dieser Remorqueurs eingeführt, welche die neu patentierte De-Dion-Achse verwendeten. Im folgenden Jahr fuhr der Graf de Dion das Rennen Paris–Rouen mit einer solchen Zugmaschine, begleitet von fünf Personen, davon vier in der angehängten Kutsche.
1886 wurden Dampfwagen in verschiedenen Größen angeboten, so ein Dogcart mit 2, 3 oder 4 Sitzen, ein Phaeton mit ebenfalls 4 Sitzen, eine extrem teure Berline de Voyage mit 9 PS und 3 Tonnen Gewicht, ein Omnibus mit 18 Plätzen (gemeint ist ein Vorläufer der Großraumlimousine) und ein Tramcar mit 42 Sitzen. Dabei dürfte es sich um einen Bus gehandelt haben. Der Dogcart und das noch nicht angeführte Dampf-Tricycle waren die ersten Fahrzeuge des Unternehmens, die ohne zusätzlichen Heizer auskamen. Das Dreirad blieb bis 1890 lieferbar.

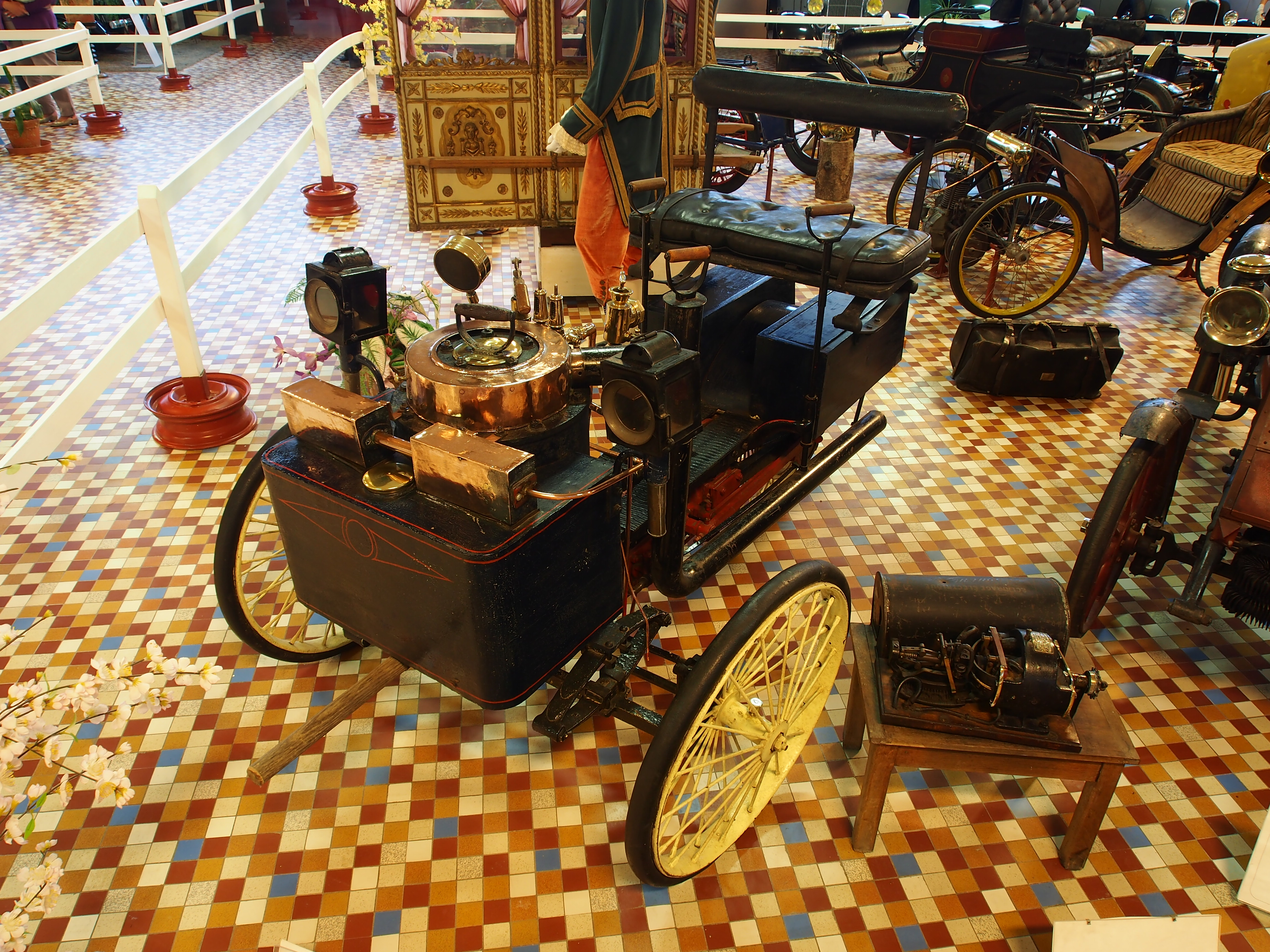
Frontansicht eines Dampfwagens Type I mit Kessel (1885)

Zu den frühen Kunden gehörte Gaston de Chasseloup-Laubat, der bereits 1885 ein Dampfmobil erwarb. Der Adelige bestritt damit mehrere Zuverlässigkeitsfahrten und konnte 1897 eine von ihnen, Marseille–La Turbie, für sich entscheiden.
Das Unternehmen präsentierte an der Weltausstellung in Paris 1889 im Pavillon Geneste-Herscher eine verbesserte Version des Heizkessels.

De Dion, Bouton & Trepardoux De Dion-Bouton La Marquise (1884). Das Fahrzeug gilt als erster Rennwagen, erstes Familienauto und ist das älteste erhaltene der Marke.
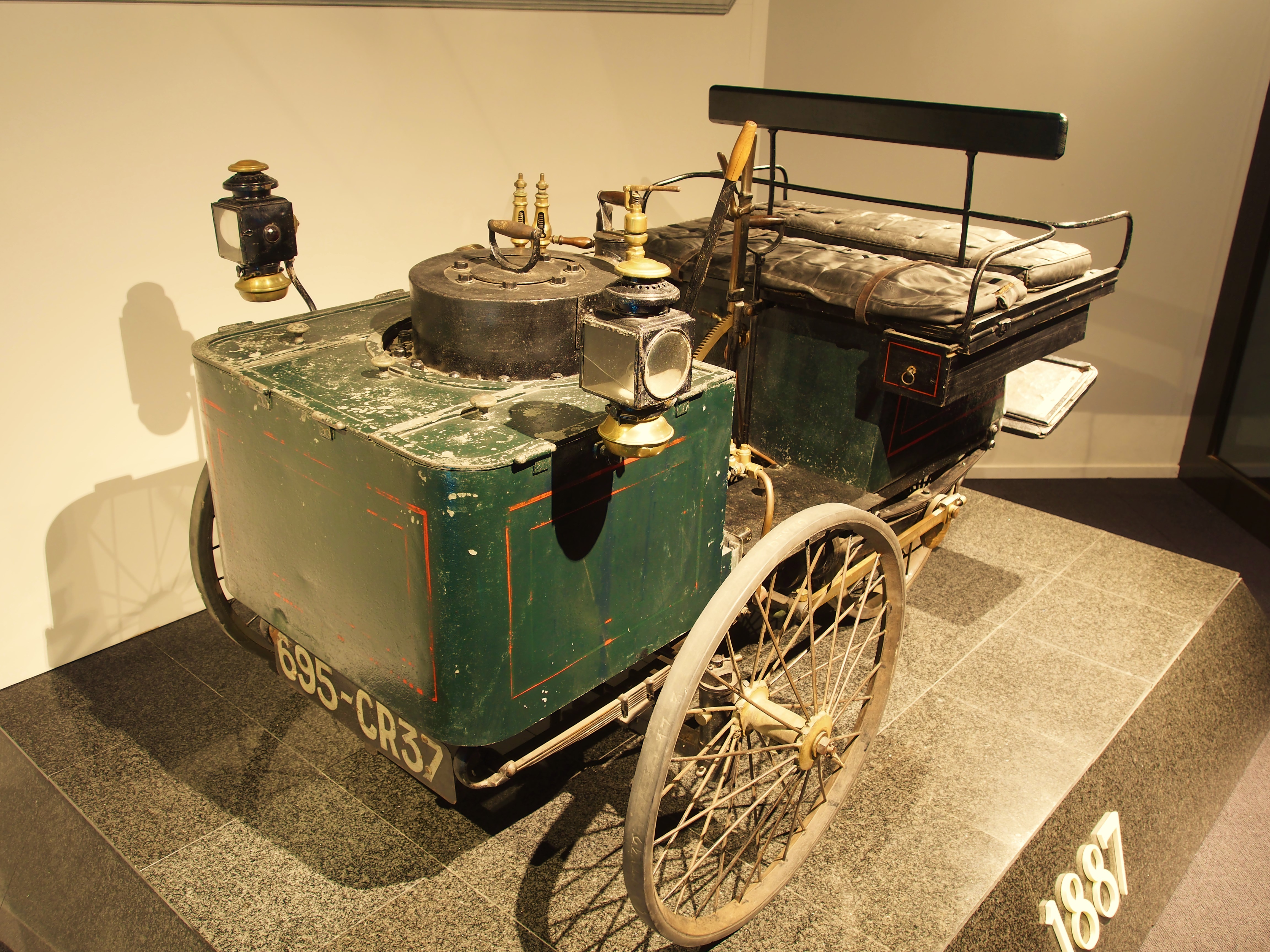
De Dion, Bouton & Trépardoux Dampfquadricycle (1887)
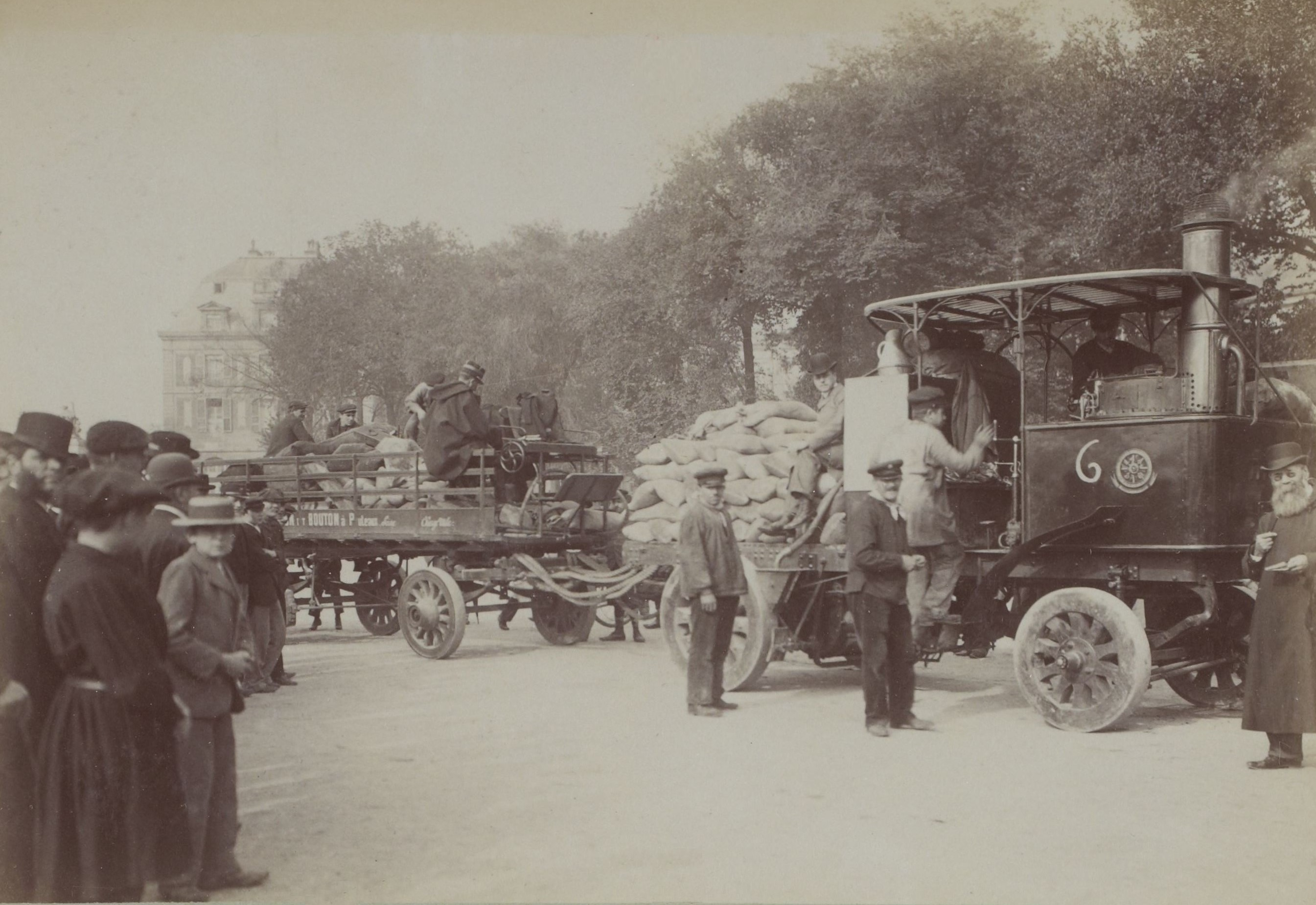
Dampf-Remorqueur mit einer kombinierten Nutz- und Zuglast von 10 Tonnen (1899)
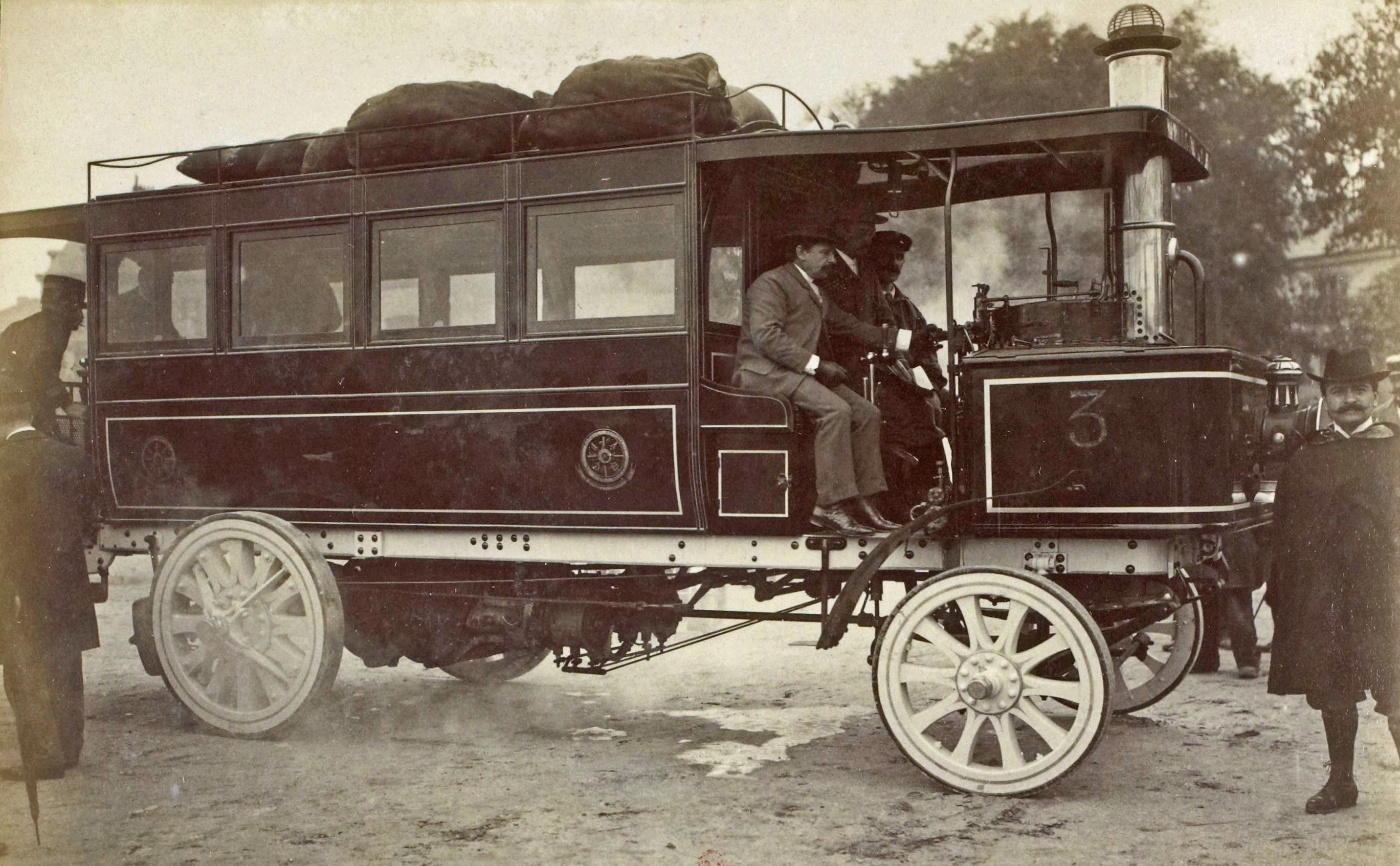
Dampfomnibus mit Georges Bouton am Lenker (1899)

Der Graf hatte bereits damit begonnen, sich auch mit Verbrennungsmotoren zu beschäftigen. Ab 1889 unterhielt er an der Rue St. Maur ein vom Unternehmen unabhängiges Konstruktionsbüro, in der ein Ingenieur namens Delalande arbeitete. Es scheint, dass der Graf Konstruktionen skizzierte, die Delalande danach ausarbeitete. Diese Entwürfe waren sehr fortschrittlich. Es handelte sich um zwei Umlaufmotoren mit vier respektive 12 Zylindern. Sie nahmen Elemente der erfolgreichen, erst 15 Jahre später vorgestellten Gnome-Flugzeugmotoren vorweg. Für den Vierzylindermotor erhielt der Graf ein persönliches Patent. Diese Triebwerke können als Vorfahren der Sternkolben-Flugzeugmotoren gelten.
1895 wurde der Bau von kleineren Dampfwagen eingestellt. Größere Dampfwagen entstanden bis 1903, von denen die letzten 1904 ausgeliefert wurden.

### Die De-Dion-Hinterachse

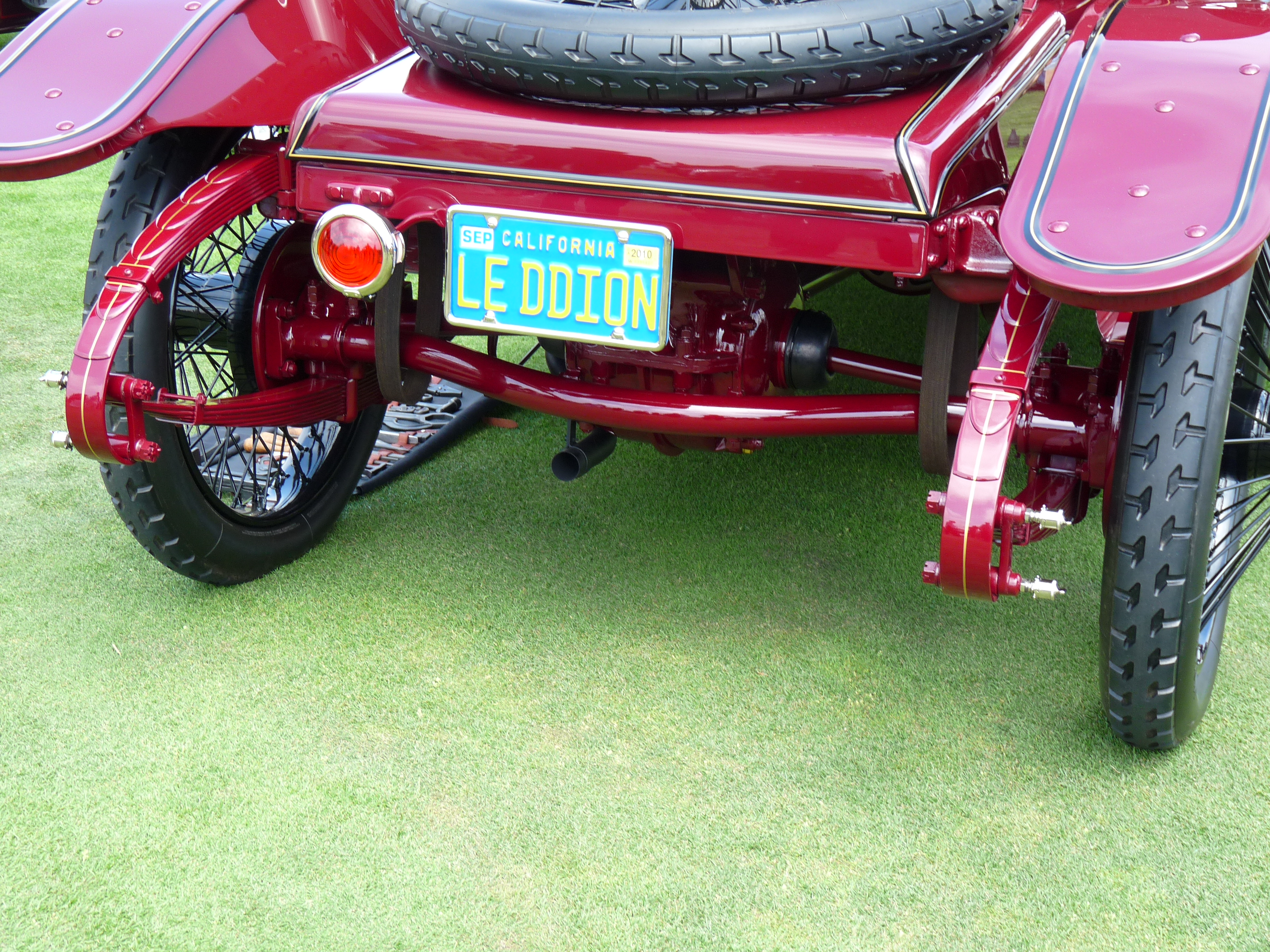
De-Dion-Hinterachse an einem V8-Modell Type DM (1912) mit Frontmotor

Eine andere, nicht minder bedeutende Innovation war die Entwicklung einer neuartigen Hinterachse, die 1893 patentiert wurde. Die De-Dion-Achse ist eine angetriebene Starrachse. Statt über die damals üblichen am Rahmen gelagerten Wellen und anfälligen Antriebsketten verband De Dion das weiterhin von der Achse getrennt rahmenfest eingebaute Differential direkt über Gelenkwellen mit den Rädern. Wegen des Namens wird die Erfindung oft dem Grafen de Dion zugeschrieben. Richtig ist aber, dass diese Erfindung das Werk von Trépardoux ist. Das Patent wurde wegen der Ausschließlichkeitsklausel des Arbeitgebers jedoch vom Unternehmen angemeldet und auf dieses ausgestellt. Diese Konstruktion wurde von vielen Herstellern verwendet und ist bis in jüngste Zeit in Gebrauch (zum Beispiel im Smart), wurde jedoch bei De Dion-Bouton schon nach 1912 allmählich abgelöst.

### Der Einzylindermotor

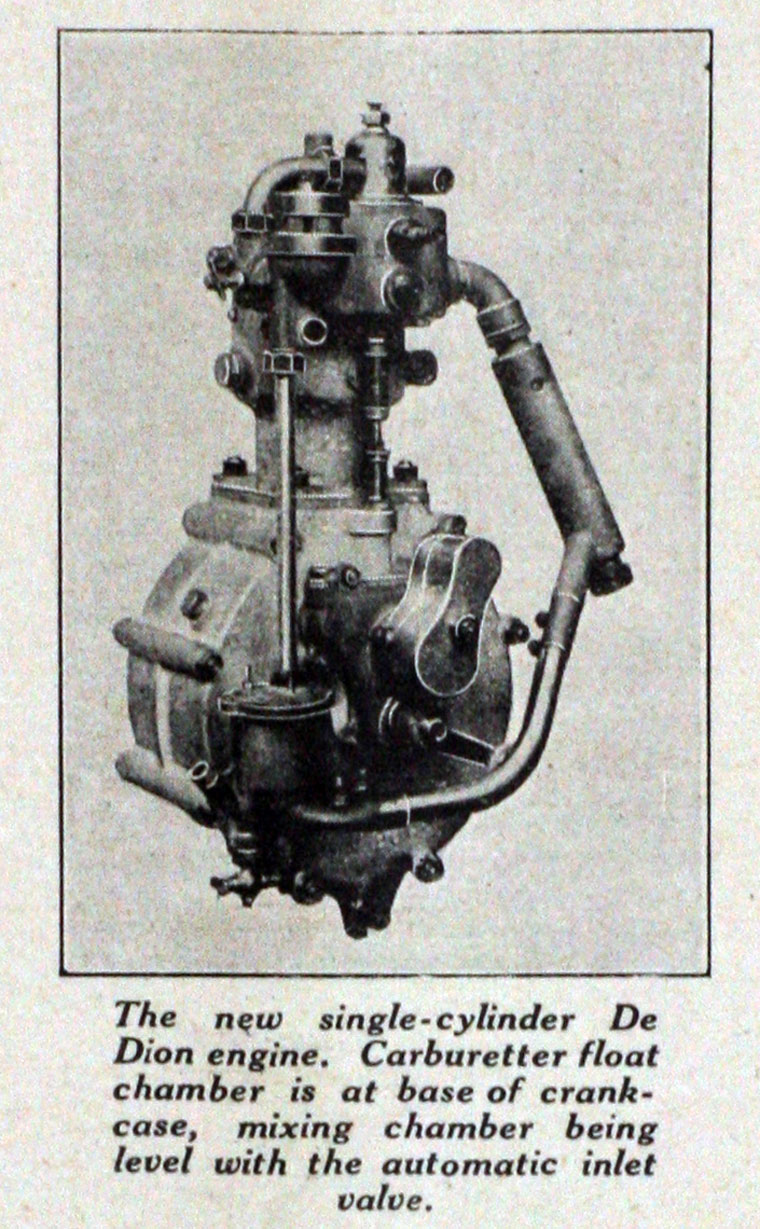
Letzte Ausführung des Einzylindermotors (1908)

Der De-Dion-Bouton-Einzylindermotor war der erste „schnelllaufende“ Viertakt-Verbrennungsmotor und wurde die meistgebaute benzinbetriebene Antriebsquelle ihrer Zeit. An der Entwicklung arbeitete Ingenieur Delalande etwa ein Jahr. Er wurde früh von Georges Bouton dabei unterstützt. Ein Patent wurde schon 1890 ausgestellt. Ab 1893 fand die weitere Entwicklung ganz bei De Dion, Bouton & Trépardoux statt. Dies war der erwähnte Auslöser der Trennung von Charles-Armand Trépardoux und führte zur Reorganisation des Unternehmens als De Dion-Bouton. Insgesamt dauerte die Entwicklung des Einzylindermotors sechs Jahre; der Hauptanteil daran kommt Georges Bouton zu. Der Prototyp war ein einfacher, leichter Viertakter mit Luftkühlung. Er hatte zwei Schwungradscheiben (wie der Daimler-Motor) mit dazwischen liegenden Hubzapfen. Das Gehäuse bestand aus Aluminium; dies ist die älteste bekannte Anwendung von Leichtmetall in einem Verbrennungsmotor als Mittel zur Gewichtsersparnis. Bouton verwendete für das kleine Triebwerk ein automatisches Einlass- und ein gesteuertes Auslassventil. Es entwickelte 0,5 PS aus 138 cm³ (Bohrung × Hub: 50 × 70 mm).

### Motordreirad und -vierrad sowie Motorrad
Das 1895 vorgestellte De-Dion-Bouton-Motordreirad mit Benzinmotor war bis zur Jahrhundertwende das erfolgreichste Motorfahrzeug in Europa. Mit etwa 15.000 verkauften Exemplaren erzielte das Motordreirad den ersten Durchbruch bei der Verbreitung von Motorfahrzeugen. Die Produktion endete 1902.
Das De-Dion-Bouton-Quadricycle basierte auf dem Motordreirad. Es hatte vier Räder und einen Passagiersitz zwischen den Vorderrädern.
Ab 1898 wurden für eine kurze Zeit Motorräder gefertigt.

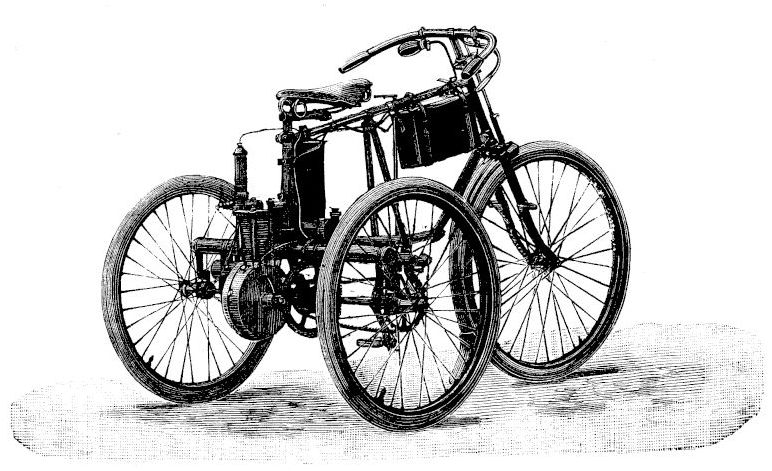
Tricycle ¾ HP (1895)
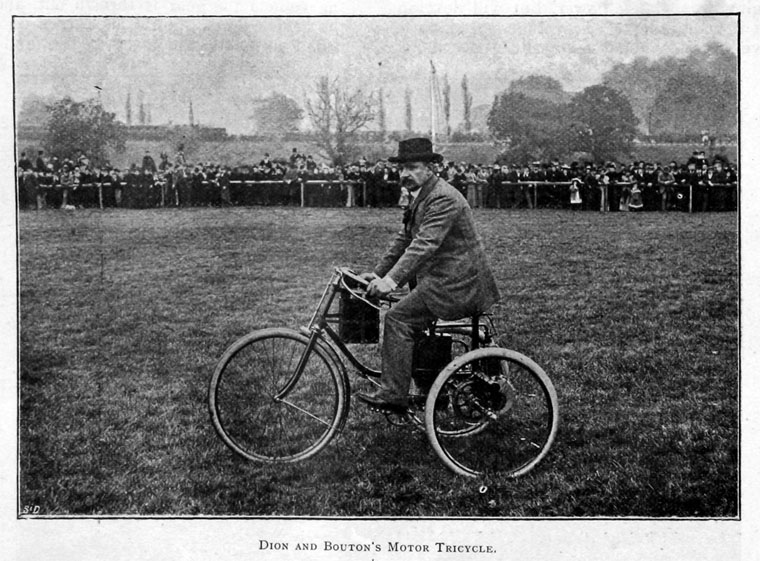
Georges Bouton 1895 auf einem Tricycle ¾ HP
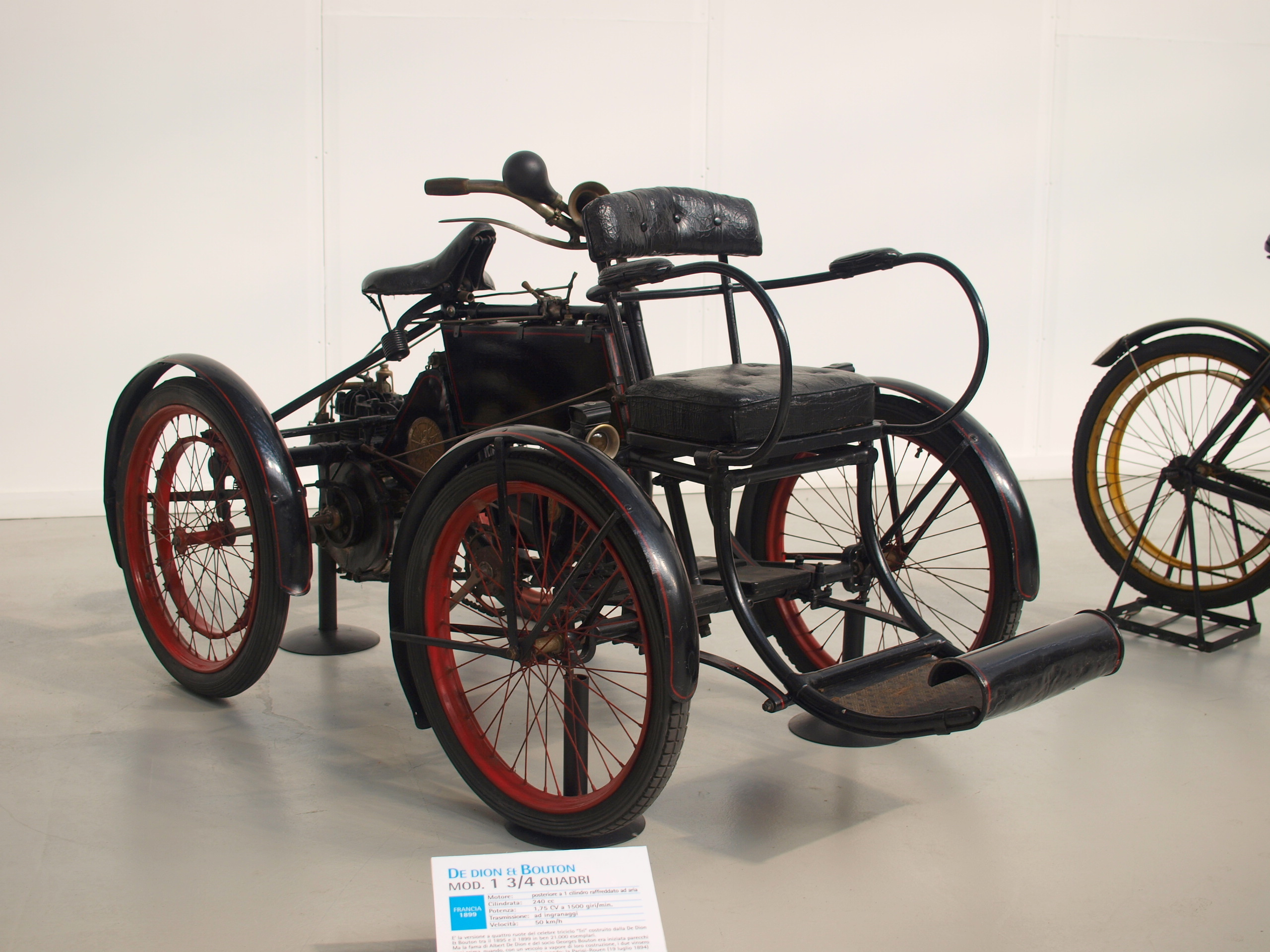
De-Dion-Bouton-Quadricycle
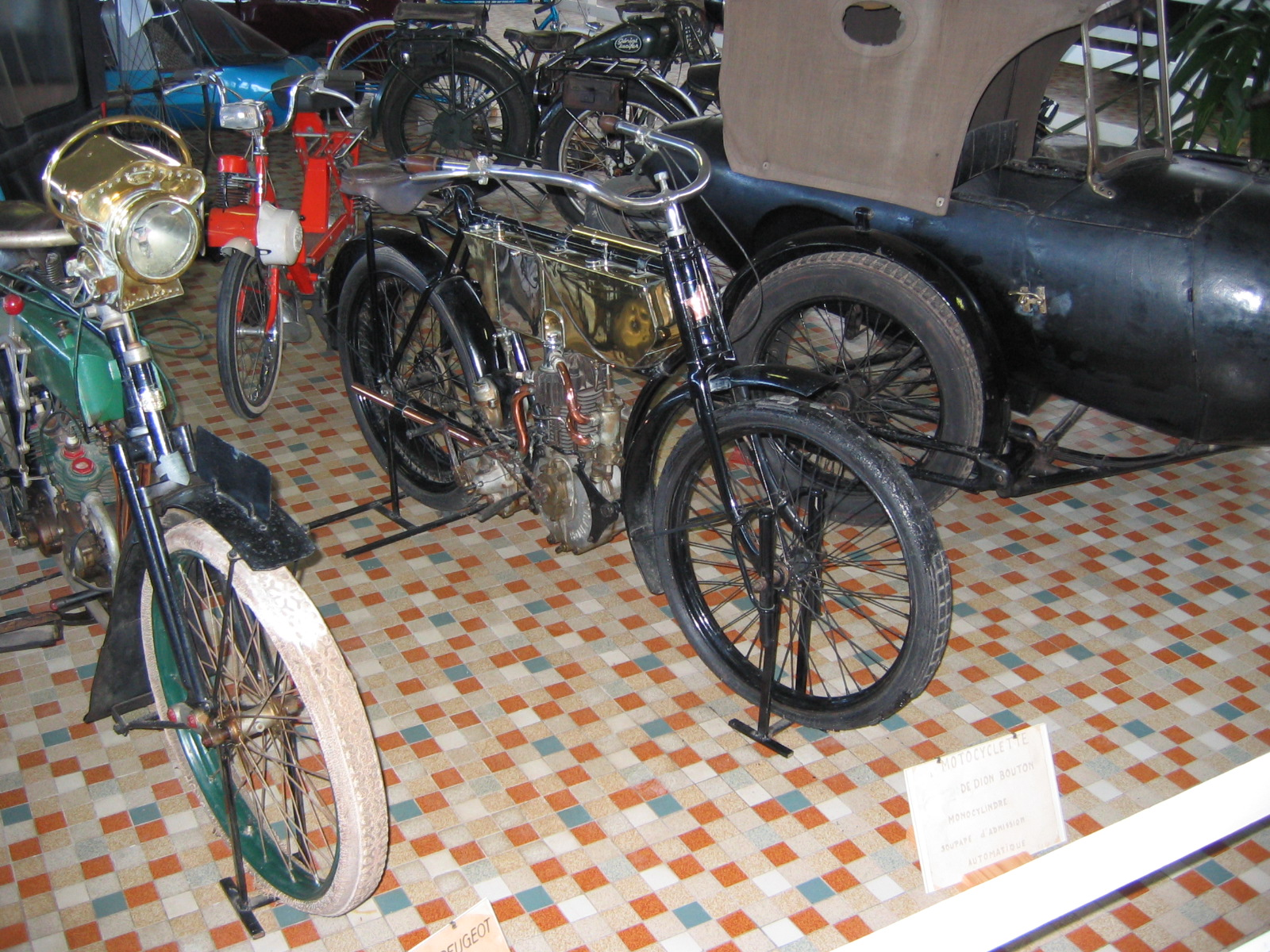
Motorrad von etwa 1900

### Personenkraftwagen

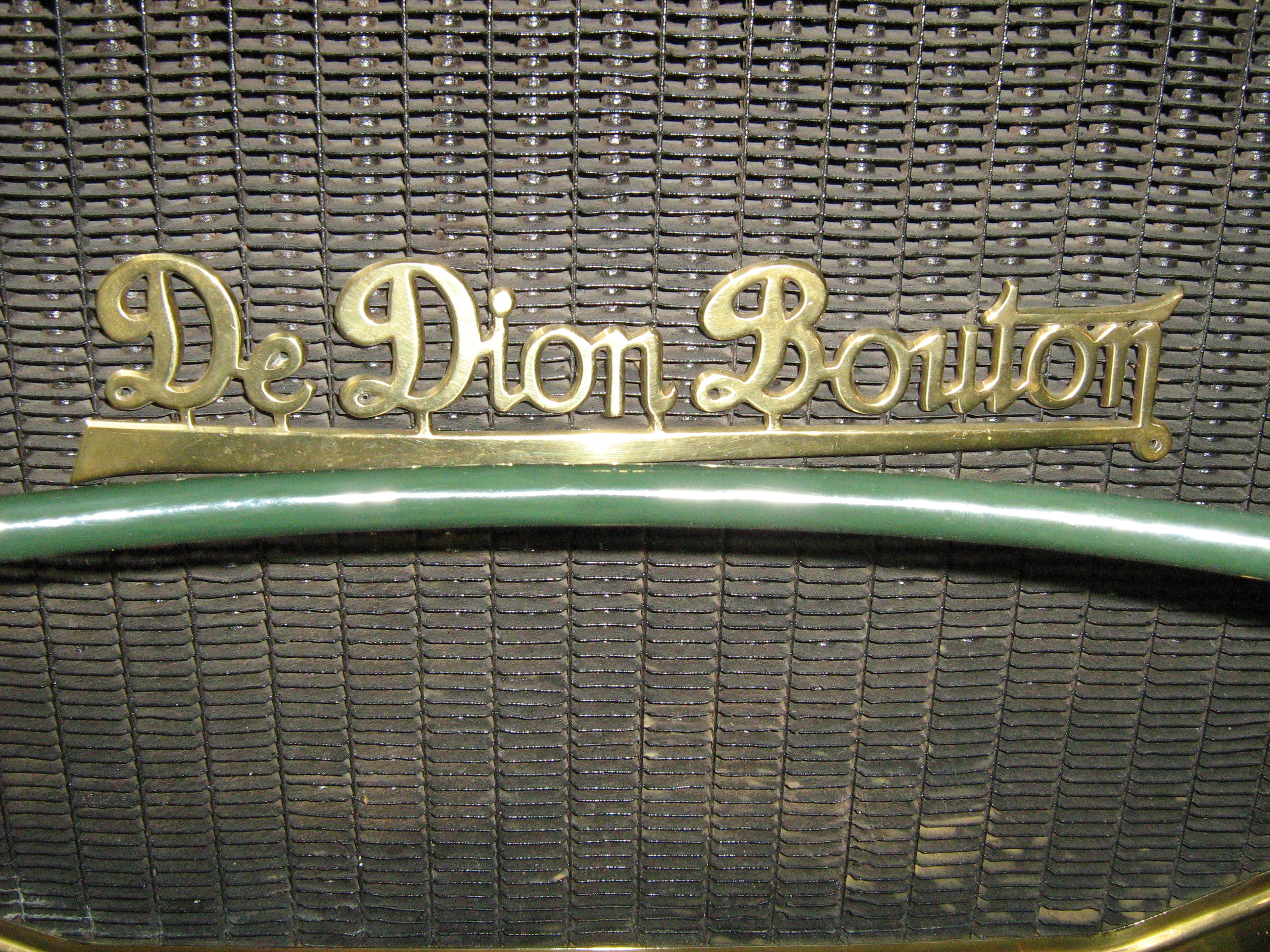
Schriftzug auf dem Kühlergrill

Personenwagen mit Benzinmotoren erschienen 1899. Die erste Baureihe war der Vis-à-Vis mit Heckmotor.
Wenig später folgten Fahrzeuge mit Frontmotor und Hinterradantrieb, zunächst mit dem Einzylindermotor. 1903 kam das erste Modell mit einem Zweizylindermotor und 1904 das erste Vierzylindermodell dazu. Auffallend war die besondere Form der Motorhaube, die nach hinten schräg anstieg. Dies wurde ermöglicht, weil sich Wasserkühler und Kühlergrill nicht direkt vor dem Motor befanden, sondern weit unten zwischen den Vorderrädern. Erst etwa 1905 wurde diese ineffiziente Ausführung aufgegeben.
Ab 1909 wurden De-Dion-Bouton-V8-Modelle hergestellt. 1913 wurde der letzte Einzylinderwagen gebaut. Danach hatten die meisten Modelle einen Vierzylindermotor.

### Nutzfahrzeuge
Der Verkauf von Dampfwagen an private Nutzer machte nur einen sehr kleinen Teil des Umsatzes aus; der Nutzfahrzeugbau war ungleich wichtiger. Auch Omnibusse wurden produziert, zunächst mit Dampf-, dann auch mit Benzinantrieb. Die letzten schweren Dampf-LKW waren Kommunalfahrzeuge, die die Stadt Paris 1904 für die Wasserwerke und die Müllabfuhr beschaffte.

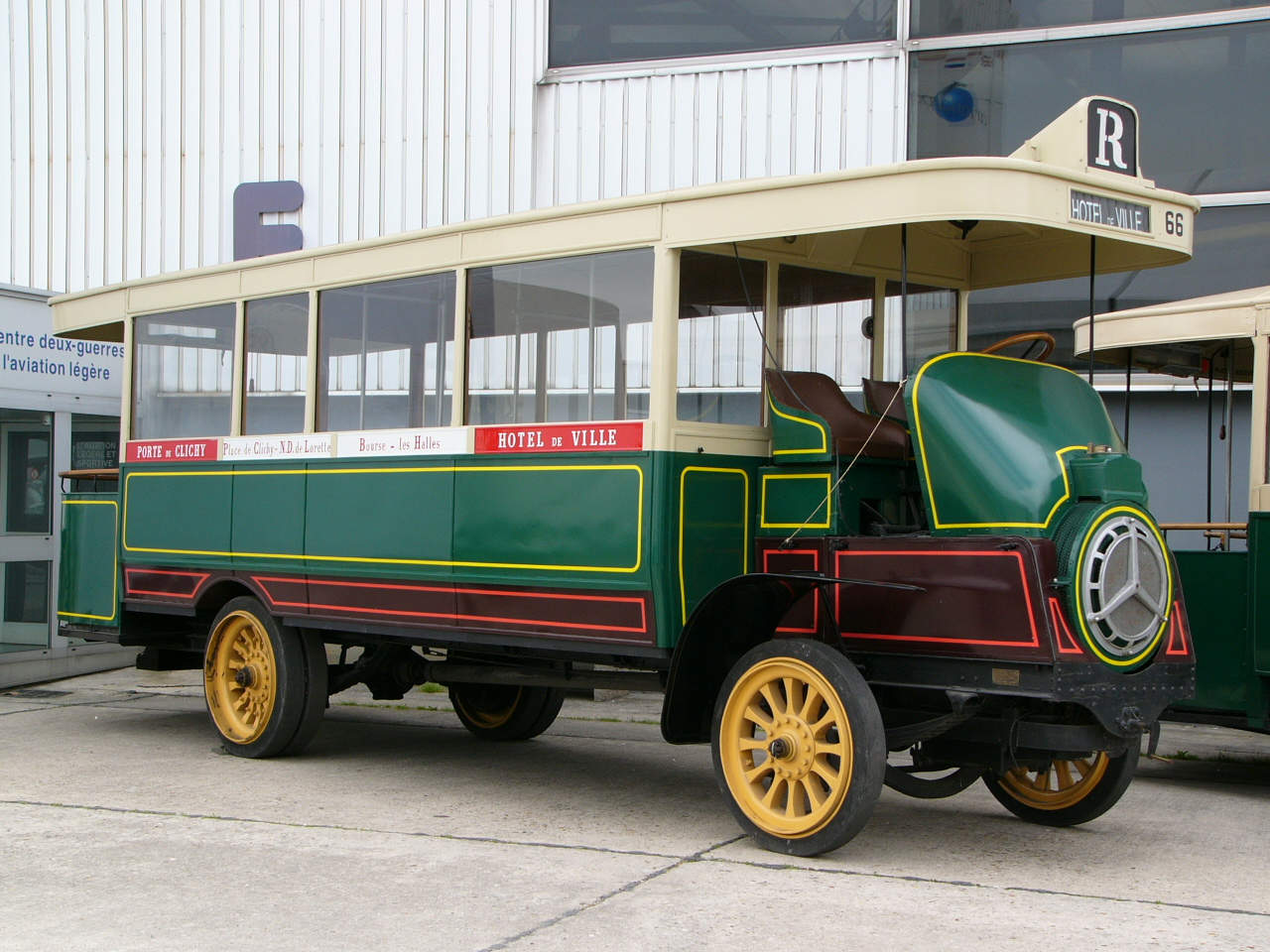
De Dion-Bouton Autobus der Compagnie Générale des Omnibus, Paris
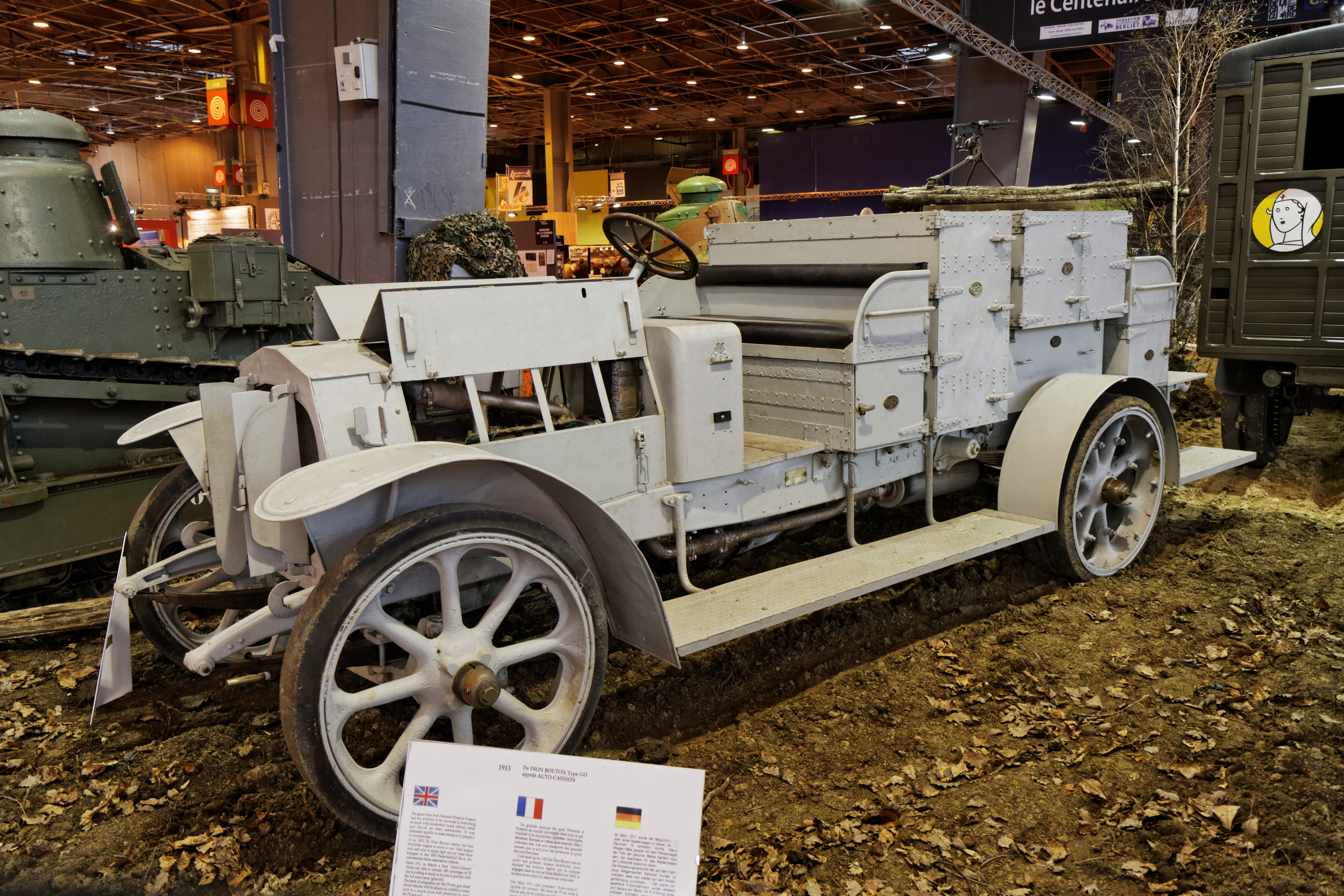
De Dion Bouton Type GO Auto-Caisson (1913)
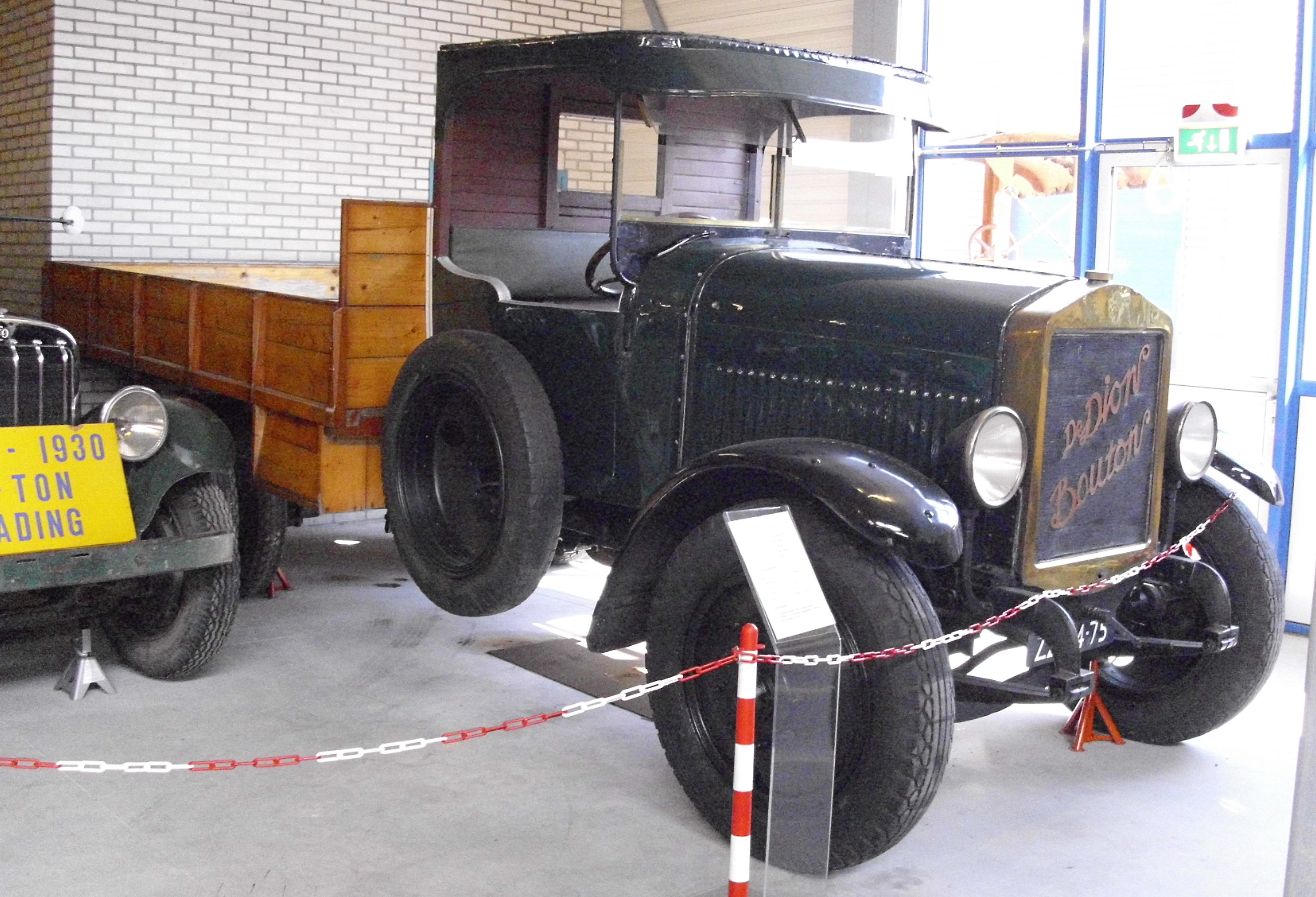
Lkw

### Maschinen für Eisenbahntriebwagen

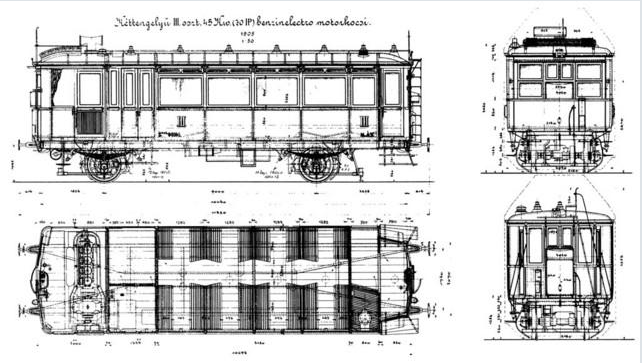
Der erste brauchbare Verbrennungstriebwagen Europas, J. Weitzer (Arad)
mit De-Dion-Bouton-Motor 1903/1906 ff.

Ein 1900 von De Dion-Bouton für Pkws entwickelter benzinelektrischer Antrieb wurde Grundlage für Triebwagen der ungarischen Weitzer Janos Rt, die diese ab 1903 mit De Dion-Bouton-Motoren für die ACsEV, AEGV und andere Bahngesellschaften produzierte. Gleichzeitig lieferte De Dion-Bouton Dampfmaschinen für Triebwagen von Ganz & Cie.

### Rüstungsgüter während des Ersten Weltkriegs

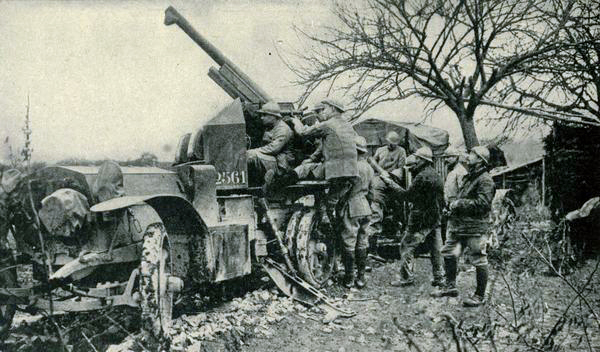
75-mm-Geschütz auf De-Dion-Bouton-Fahrgestell, dahinter ein Munitionswagen

1913 erhielt das Unternehmen einen ersten Auftrag über Fahrgestelle für selbstfahrende 75-mm-Geschütze, die gegen Ballons und Luftschiffe eingesetzt werden sollten. Bei Beginn des Ersten Weltkriegs war nur ein Prototyp der 30 km/h schnellen Geräte fertiggestellt. Bis Anfang 1918 wurden 199 Exemplare gebaut, dazu kamen spezielle Lastkraftwagen, die die Munition und einen Teil der Bedienungsmannschaft beförderten.

### Eisenbahnfahrzeuge

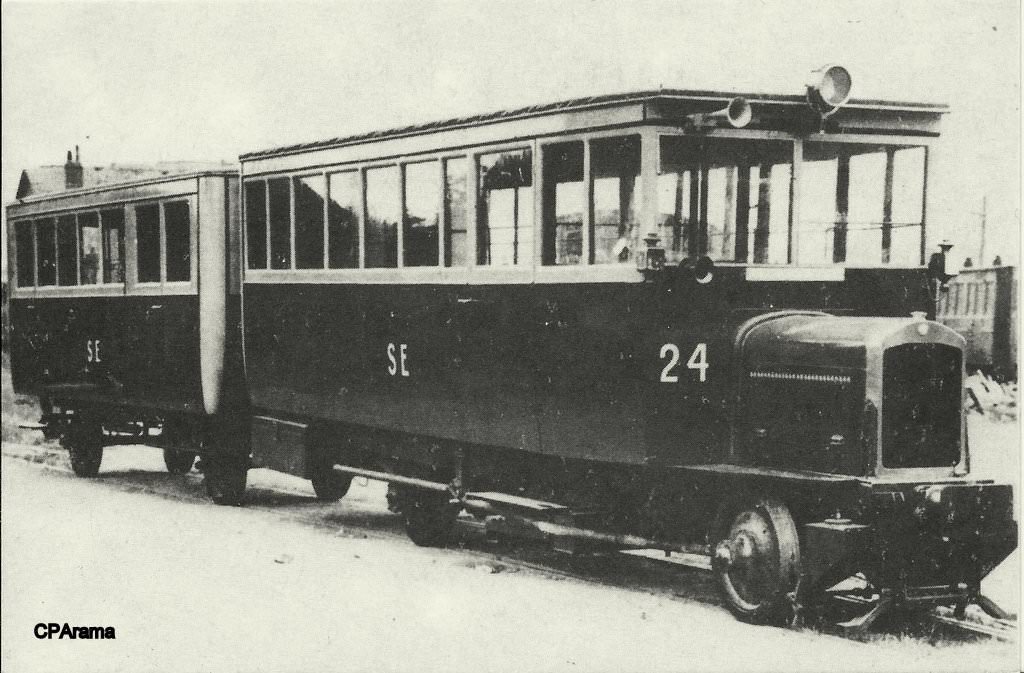
JM3 mit Beiwagen in Angers

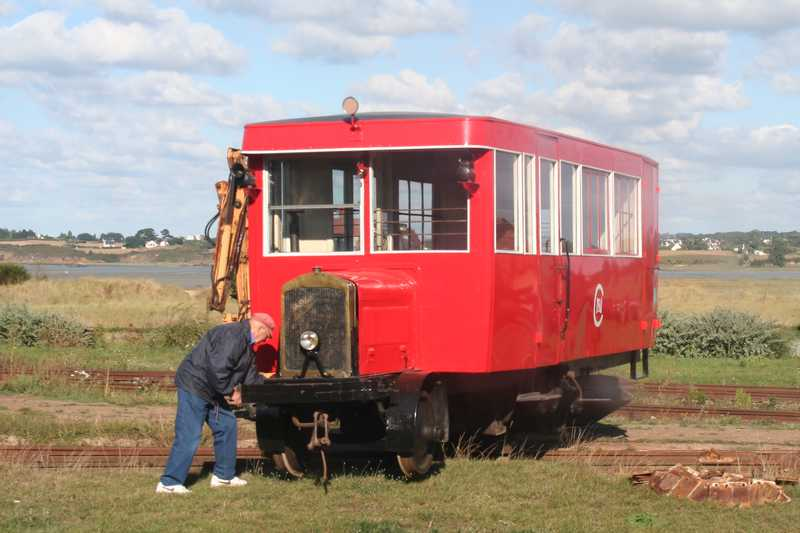
De Dion-Bouton Schienenbus der Bauart JM4 wird gedreht

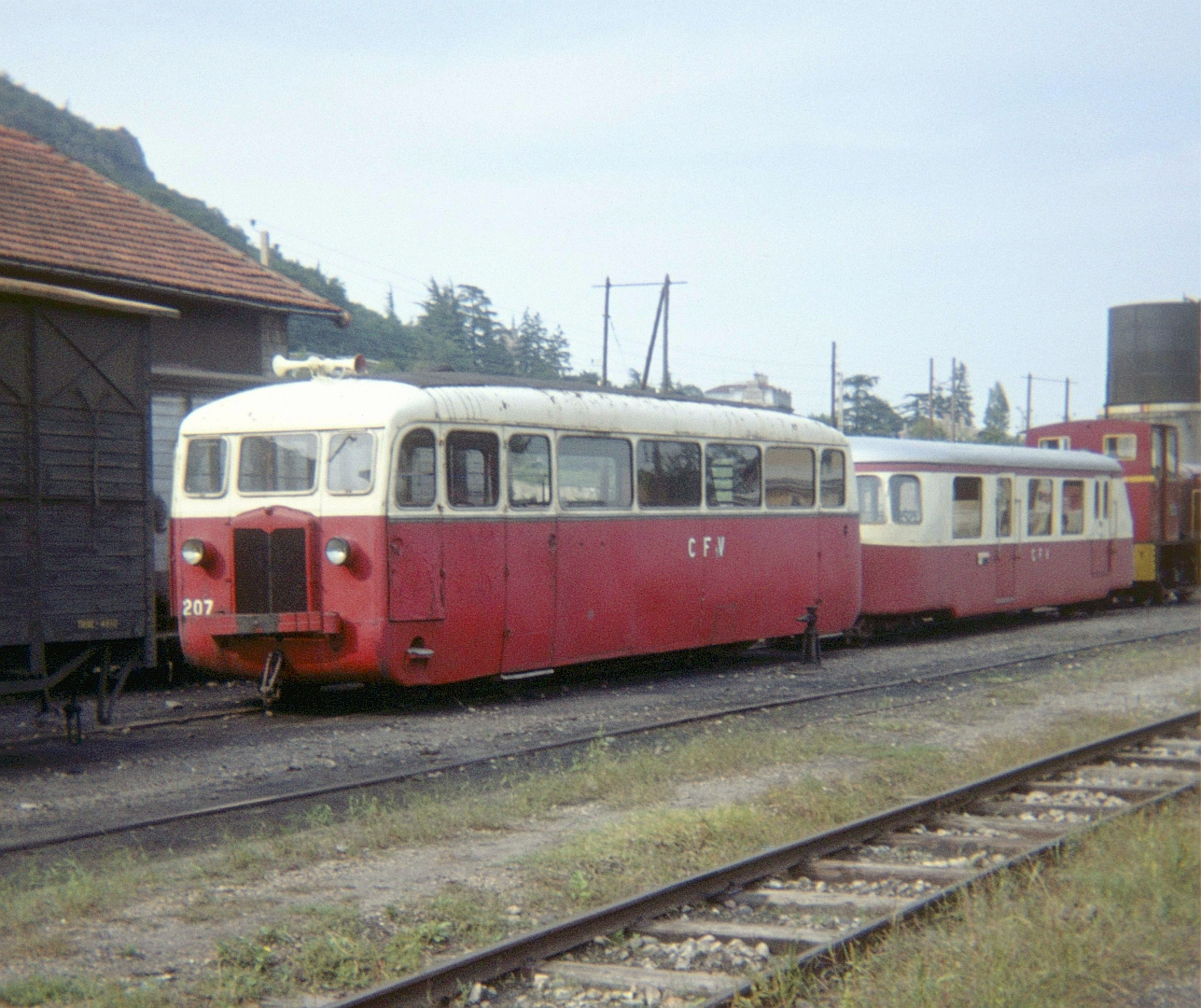
Baureihe ND des Chemin de Fer du Vivarais in Tournon, 1975

Von 1923 bis 1948 konzentrierte sich das Unternehmen auf Eisenbahnfahrzeuge und wurde der größte französische Hersteller von Schmalspurtriebwagen. Insgesamt wurden 250 Triebwagen verkauft, überwiegend für die Spurweite 1000 Millimeter. Sie gehörten mehreren Baureihen an:
Nachstehend einige Fahrzeuge mit Meterspur.
- JA: Zwei dieser Fahrzeuge verkehrten 1923 zu Testzwecken auf der Strecke Saint-Brieuc–Paimpol. Sie glichen äußerlich den damaligen Omnibussen, die Aufbauten waren aus Holz gefertigt. Insgesamt zehn Exemplare wurden 1923 für acht verschiedene Bahnen gebaut.[31]
- JM: Die Serien JM1 bis JM4 waren ähnlich den JA konstruiert. Die Motoren befanden sich einseitig vorn unter Vorbauten, über eine Welle trieben sie die Hinterachse an. Die Fahrzeuge mussten zum Wenden gedreht werden, an Orten ohne Drehscheibe konnte dies mit einer unter dem Wagenboden angebrachten Drehvorrichtung geschehen. Sie konnten mit passenden Beiwagen verkehren, insgesamt 66 Triebwagen des Typs JM entstanden zwischen 1924 und 1932.[31] Ein JM4 steht beim Musée des tramways à vapeur et des chemins de fer secondaires français.
- JB und KG: Die vordere Achse dieser Baureihen war nach dem Tartary-De-Dion-Spurführungssystem konstruiert. Sie ruhte auf zwei Längsträgern mit vier einzeln aufgehängten Rädern. Diese Träger waren miteinander verbunden und blieben so zum Gleis wie auch zueinander parallel. Der Motor des KG befand sich innerhalb des kastenförmig umbauten Fahrzeugs. Der Typ JB wurde 1924–1926, der KG 1927–1931 gebaut.[31][32]
- NC: Zweiachsiger Triebwagen ohne Motorvorbau, die Fahrzeugaufbauten waren erstmals aus Metall.
- ND: Diese Baureihe hatte Metallaufbauten und ein Drehgestell vorn, angetrieben wurde die Hinterachse. Die Fahrzeuge 203 bis 207 wurden 1935 an die Compagnie de chemins de fer départementaux (CFD) für ihr Netz im Vivarais ausgeliefert.[33]
- OC1: Die zwei Exemplare der Baureihe OC1 entstanden 1938 für die Chemins de fer des Côtes-du-Nord (CdN). Die Zweirichtungsfahrzeuge hatten zwei zweiachsige Drehgestelle. Der Dieselmotor leistete 180 PS, die Höchstgeschwindigkeit betrug 50 km/h. Beide Fahrzeuge blieben erhalten: Nr. X 157 beim Chemin de Fer de la Baie de Somme, Nr. X 158 bei der Association des chemins de fer des Côtes-du-Nord.[34]
- OC2: Die sechs Fahrzeuge (X 201 bis X 206) dieser Baureihe wurden 1937 bestellt, aber erst 1946 bis 1948 ausgeliefert. Sie entstanden in enger Anlehnung an die OC1 für das Réseau Breton, hatten eine Leistung von 132 kW und waren bis zu 70 km/h schnell. 1957 kamen sie zum Chemin de fer du Blanc-Argent. Drei der Triebwagen sind erhalten, darunter X 205 fahrfähig beim Train du Bas-Berry.
- OR: Die Baureihe OR wurde kurz nach dem Zweiten Weltkrieg in acht Exemplaren an die Compagnie des voies ferrées des Landes ausgeliefert. Sie ähnelte stark der Baureihe OC1, hatte aber einen Holzvergaser.

Im folgenden werden einige Fahrzeuge mit Normalspur aufgelistet.
- JL: Drei Fahrzeuge des schmalspurigen Typs JB (Betriebsnummern CFE 601 bis 603) wurden 1924/25 – normalspurig, ohne Drehvorrichtung und mit normalen Achsen – für die CF Économics de l’Hérault gebaut.[31]
- MY: Der Typ MY von 1939 war die normalspurige Ausführung der Baureihe ND. Das Fahrzeug M 7 ist beim Train touristique de Guîtres à Marcenais erhalten.
- NT: Diese Baureihe für die CFTA aus dem Jahr 1939 ähnelte dem Typ OR, hatte anstelle von Drehgestellen aber zwei Einzelachsen. Ein Exemplar dieser Bauart (M 104) existiert beim Train touristique de Guîtres à Marcenais.

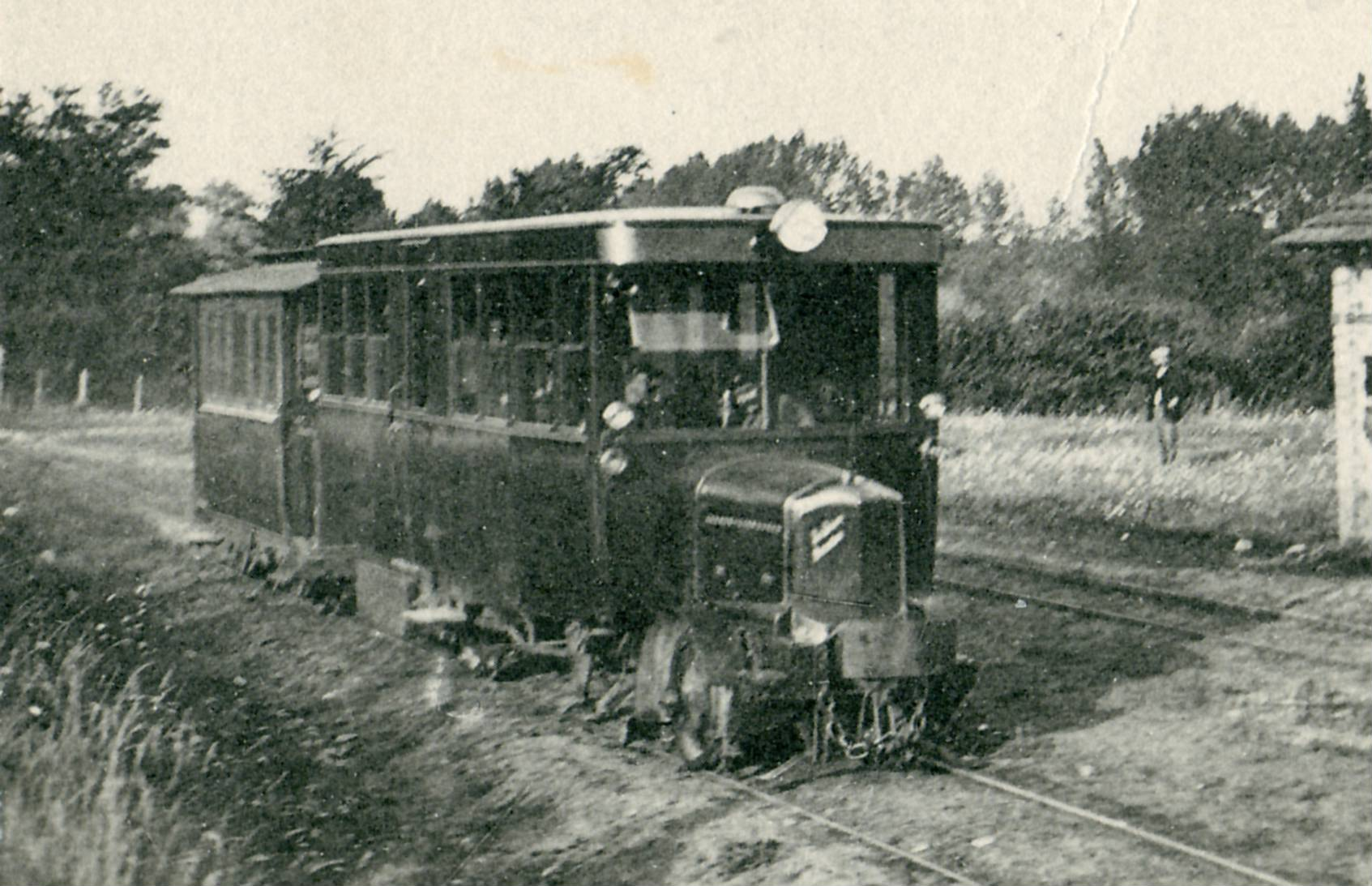
JM mit Beiwagen der Tramways de la Sarthe, 1926
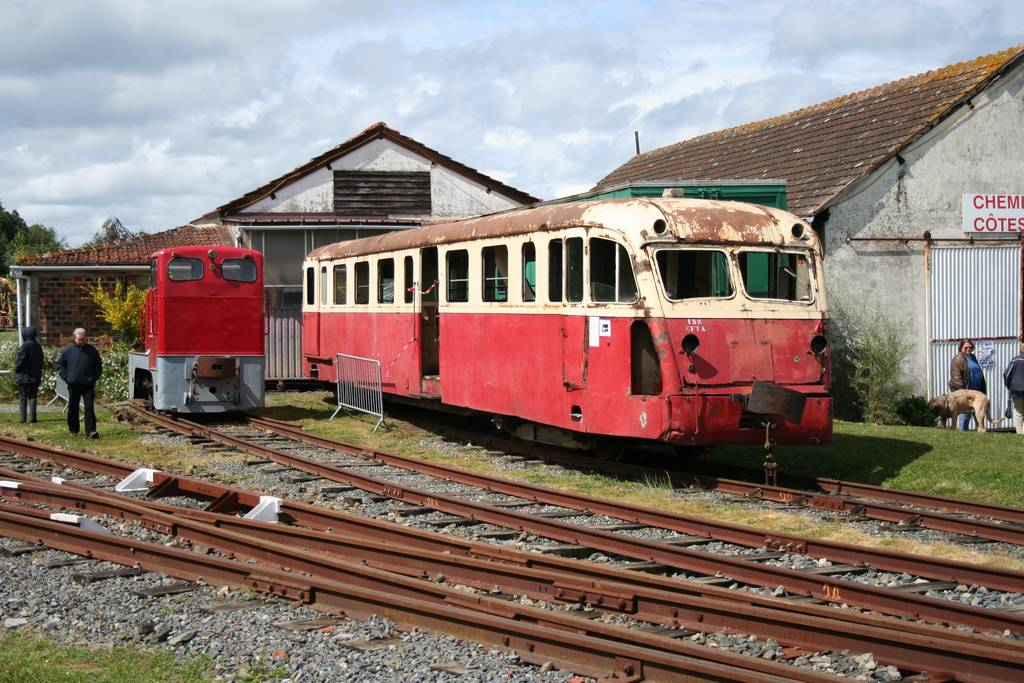
Triebwagen der Baureihe OC1
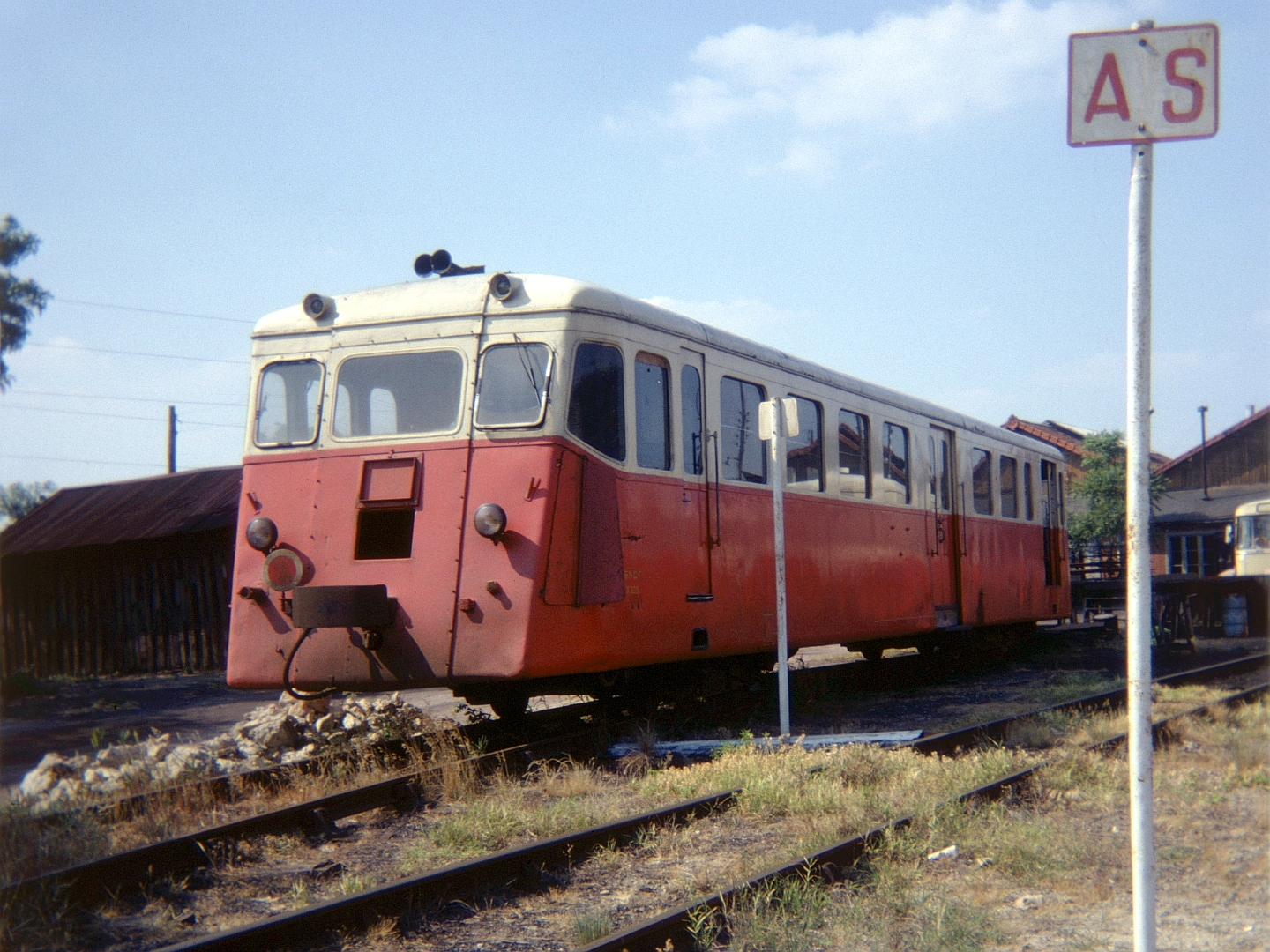
OC2 beim Chemin de fer du Blanc-Argent in Romorantin, 1976
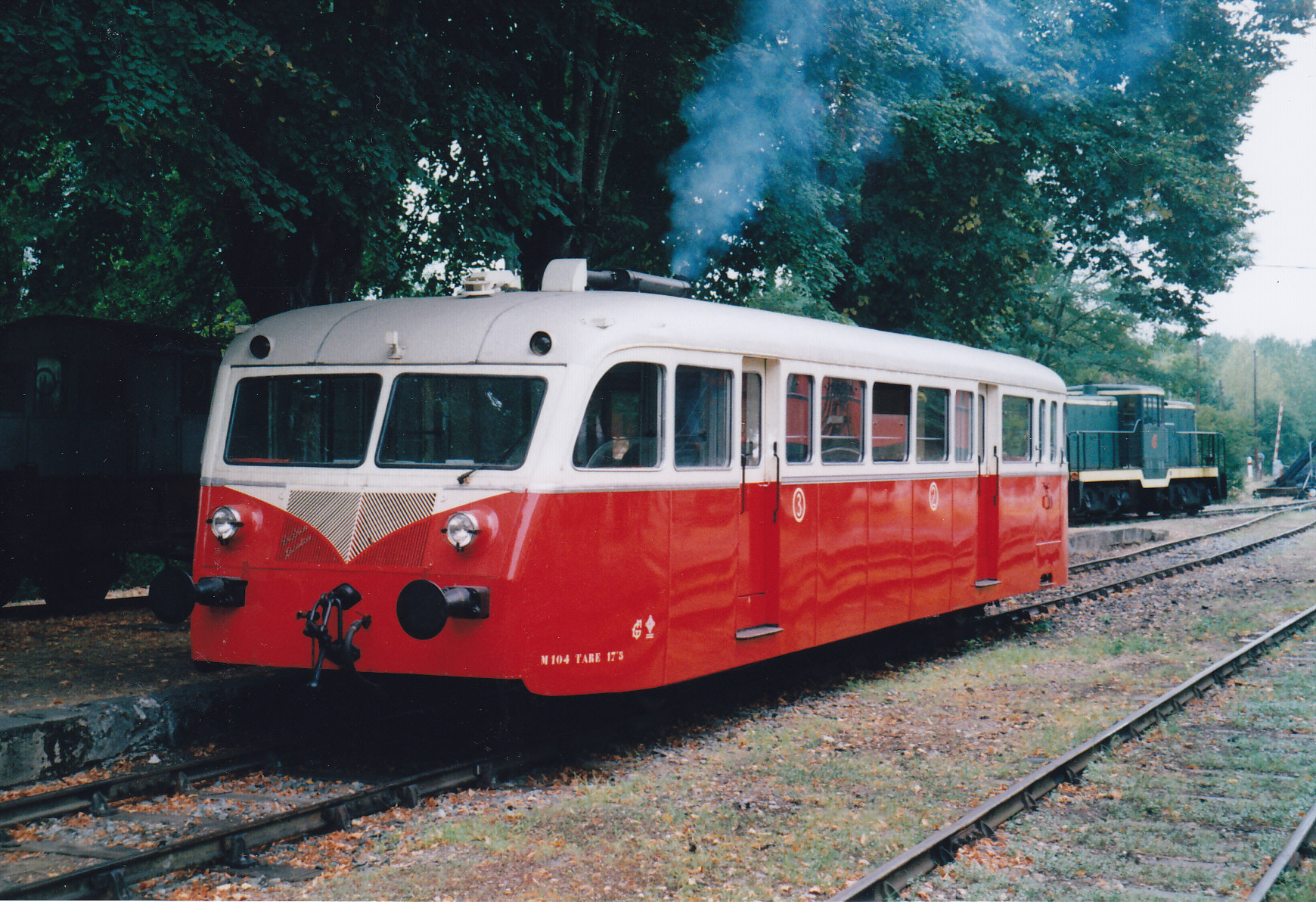
NT M 104 beim Train touristique de Guîtres à Marcenais

## Typologie
Nachstehend eine Tabelle mit Modellen, deren Typencode aus einem einzelnen Buchstaben besteht. Das umfasst den Zeitraum bis 1904.
| Jahr      | Modell | Zylinder | Bohrung (mm) | Hub (mm) | Hubraum (cm³) | Motorleistung oder Steuereinstufung (PS oder CV) | Text                          | Foto |
| --------- | ------ | -------- | ------------ | -------- | ------------- | ------------------------------------------------ | ----------------------------- | ---- |
| 1900–1902 | Type C | 1        | 74           | 76       | 327           | 2,75                                             | De-Dion-Bouton-Motordreirad   |      |
| 1899–1900 | Type D | 1        | 80           | 80       | 402           | 3,5                                              | Pkw; De Dion-Bouton Vis-à-Vis |      |
| 1900      | Type E | 1        | 80           | 80       | 402           | 3,5                                              | Pkw; De Dion-Bouton Vis-à-Vis |      |
| 1900–1902 | Type F | 1        | 74           | 76       | 327           | 2,75                                             | De-Dion-Bouton-Motordreirad   |      |
| 1900–1902 | Type G | 1        | 84           | 90       | 499           | 4,5                                              | Pkw; De Dion-Bouton Vis-à-Vis |      |
| 1901      | Type H | 1        | 100          | 110      | 864           | 8                                                | Pkw                           |      |
| 1901      | Type I | 1        |              |          |               |                                                  | Pkw                           |      |
| 1901–1902 | Type J | 1        | 90           | 110      | 700           | 6                                                | Pkw                           |      |
| 1902      | Type K | 1        | 100          | 110 120  | 864 942       | 8                                                | Pkw                           |      |
| 1902      | Type L | 1        | 90           | 110      | 700           | 6                                                | Pkw; De Dion-Bouton Vis-à-Vis |      |
| 1902–1903 | Type N | 1        | 90           | 110      | 700           | 6                                                | Pkw; De Dion-Bouton Populaire |      |
| 1902–1903 | Type O | 1        | 100          | 120      | 942           | 8                                                | Pkw                           |      |
| 1903–1904 | Type Q | 1        | 90           | 110      | 700           | 6                                                | Pkw; De Dion-Bouton Populaire |      |
| 1903      | Type R | 1        | 100          | 110      | 864           | 8                                                | Pkw                           |      |
| 1903–1904 | Type S | 2        | 100          | 110      | 1728          | 12                                               | Pkw                           |      |
| 1903–1904 | Type V | 1        | 100          | 120      | 942           | 8                                                | Pkw                           |      |
| 1903–1904 | Type W | 2        | 90           | 110      | 1400          | 10                                               | Pkw                           |      |
| 1904–1906 | Type Y | 1        | 90           | 110      | 700           | 6                                                | Pkw; De Dion-Bouton Populaire |      |
| 1904–1905 | Type Z | 1        | 106          | 120      | 1059          | 8                                                | Pkw                           |      |

Die fehlenden Typen sind nicht bekannt. Type A und M könnten Motordreiräder sein und Type T ein Nutzfahrzeug.
Sowie eine Tabelle mit Modellen, deren Typencode aus zwei oder mehr Buchstaben besteht. Das umfasst den Zeitraum ab Ende 1904.
| Jahr      | Modell    | Zylinder | Bohrung (mm) | Hub (mm) | Hubraum (cm³) | Motorleistung oder Steuereinstufung (PS oder CV) | Text                                                                | Foto |
| --------- | --------- | -------- | ------------ | -------- | ------------- | ------------------------------------------------ | ------------------------------------------------------------------- | ---- |
| 1905      | Type AB   | 2        | 90           | 110      | 1400          | 10                                               | Pkw                                                                 |      |
| 1905      | Type AC   | 2        | 100          | 110      | 1728          | 12                                               | Pkw                                                                 |      |
| 1904–1905 | Type AD   | 4        | 90           | 100      | 2545          | 15                                               | Pkw                                                                 |      |
|           | Type AG   |          |              |          |               |                                                  | Nutzfahrzeug                                                        |      |
|           | Type AH   |          |              |          |               |                                                  | Lkw                                                                 |      |
|           | Type AI   |          |              |          |               |                                                  | Nutzfahrzeug                                                        |      |
| 1905–1910 | Type AL   | 1        | 100          | 120      | 942           | 8                                                | Pkw                                                                 |      |
| 1905–1906 | Type AM   | 1        | 110          | 130      | 1235          | 9                                                | Pkw                                                                 |      |
| 1906      | Type AN   | 2        | 100          | 110      | 1728          | 12                                               | Pkw                                                                 |      |
| 1906      | Type AO   | 4        | 90           | 100      | 2545          | 15                                               | Pkw                                                                 |      |
| 1906      | Type AP   | 4        | 104          | 130      | 4417          | 24                                               | Pkw                                                                 |      |
|           | Type AQ   |          |              |          |               |                                                  | Lkw                                                                 |      |
|           | Type AR   |          |              |          |               |                                                  | Lkw                                                                 |      |
|           | Type AS   |          |              |          |               |                                                  | Lkw                                                                 |      |
| 1905      | Type AT   | 4        |              |          |               |                                                  | Lkw                                                                 |      |
| 1906–1907 | Type AU   | 1        | 100          | 120      | 942           | 8                                                | Pkw                                                                 |      |
| 1906–1908 | Type AV   | 2        | 80           | 120      | 1206          | 10                                               | Pkw                                                                 |      |
| 1907–1908 | Type AW   | 4        | 75           | 100      | 1767          | 12                                               | Pkw                                                                 |      |
| 1907      | Type AX   | 4        | 90           | 100      | 2545          | 15                                               | Pkw                                                                 |      |
| 1907      | Type AY   | 4        | 110          | 130      | 4942          | 30                                               | Pkw                                                                 |      |
| 1907–1908 | Type BG   | 1        | 100          | 120      | 942           | 8                                                | Pkw                                                                 |      |
| 1907–1908 | Type BH   | 4        | 75           | 100      | 1767          | 12                                               | Pkw                                                                 |      |
| 1908      | Type BI   | 4        | 90           | 110      | 2799          | 18                                               | Pkw                                                                 |      |
| 1908–1909 | Type BJ   | 4        | 110          | 130      | 4942          | 30                                               | Pkw                                                                 |      |
| 1908–1909 | Type BN   | 1        | 100          | 120      | 942           | 8                                                | Pkw                                                                 |      |
| 1908–1909 | Type BO   | 1        | 100          | 130      | 1021          | 9                                                | Pkw                                                                 |      |
| 1908–1909 | Type BQ   | 4        | 66           | 100      | 1368          | 10                                               | Pkw                                                                 |      |
| 1908–1909 | Type BR   | 4        | 75           | 100      | 1767          | 12                                               | Pkw                                                                 |      |
| 1908–1909 | Type BS   | 4        | 90           | 120      | 3054          | 18                                               | Pkw                                                                 |      |
| 1908–1909 | Type BT   | 4        | 100          | 130      | 4084          | 25                                               | Pkw                                                                 |      |
| 1909      | Type BU   | 4        | 110          | 130      | 4942          | 30                                               | Pkw                                                                 |      |
| 1908–1910 | Type BV   | 1        | 100          | 160      | 1257          | 12                                               | Pkw                                                                 |      |
| 1909–1910 | Type BY   | 4        | 90           | 120      | 3054          | 18                                               | Militärfahrzeug (3000 kg Zuladung)                                  |      |
| 1909–1910 | Type CD   | 1        | 100          | 120      | 942           | 8                                                | Pkw                                                                 |      |
| 1909–1910 | Type CE   | 1        | 100          | 130      | 1021          | 9                                                | Pkw                                                                 |      |
| 1909–1910 | Type CF   | 4        | 66           | 100      | 1368          | 10                                               | Pkw                                                                 |      |
| 1909–1910 | Type CG   | 4        | 75           | 120      | 2121          | 14                                               | Pkw                                                                 |      |
| 1910      | Type CG 2 | 4        | 90           | 120      | 3054          | 18                                               | Pkw                                                                 |      |
| 1910      | Type CH   | 4        | 90           | 120      | 3054          | 18                                               | Pkw                                                                 |      |
| 1910      | Type CI   | 4        | 100          | 130      | 4084          | 25                                               | Pkw                                                                 |      |
| 1909–1910 | Type CJ   | 8        | 90           | 120      | 6107          | 35                                               | Pkw; De-Dion-Bouton-V8-Modelle                                      |      |
| 1910–1911 | Type CL   | 4        | 66           | 110      | 1505          | 10                                               | Pkw                                                                 |      |
| 1910      | Type CN   | 8        | 75           | 100      | 3534          | 25                                               | Pkw; De-Dion-Bouton-V8-Modelle                                      |      |
| 1910–1911 | Type CP   | 1        | 90           | 150      | 954           | 8                                                | Pkw                                                                 |      |
| 1910–1911 | Type CQ   | 2        | 75           | 130      | 1149          | 8                                                | Pkw                                                                 |      |
| 1910–1911 | Type CR   | 4        | 66           | 120      | 1642          | 10                                               | Pkw                                                                 |      |
| 1910–1911 | Type CS   | 4        | 75           | 120      | 2121          | 14                                               | Pkw                                                                 |      |
| 1911      | Type CT   | 4        | 90           | 120      | 3054          | 18                                               | Pkw                                                                 |      |
| 1911      | Type CU   | 4        | 100          | 130      | 4084          | 25                                               | Pkw                                                                 |      |
| 1911      | Type CY   | 8        | 90           | 140      | 7125          | 35                                               | Pkw; De-Dion-Bouton-V8-Modelle                                      |      |
| 1914      | Type DA   |          |              |          |               |                                                  | Omnibus                                                             |      |
| 1911–1912 | Type DE 1 | 1        | 84           | 130      | 720           | 6                                                | Pkw                                                                 |      |
| 1911–1912 | Type DE 2 | 2        | 66           | 120      | 821           | 6                                                | Pkw                                                                 |      |
| 1911–1912 | Type DG   | 2        | 75           | 130      | 1149          | 8                                                | Pkw                                                                 |      |
| 1911–1912 | Type DH   | 4        | 66           | 120      | 1642          | 10                                               | Pkw                                                                 |      |
| 1911–1912 | Type DI   | 4        | 70           | 130      | 2001          | 12                                               | Pkw                                                                 |      |
| 1911–1912 | Type DJ   | 4        | 80           | 140      | 2815          | 18                                               | Pkw                                                                 |      |
| 1912      | Type DK   | 4        | 80           | 140      | 2815          | 18                                               | Pkw                                                                 |      |
| 1912      | Type DL   | 4        | 100          | 140      | 4398          | 25                                               | Pkw                                                                 |      |
| 1911–1912 | Type DM   | 8        | 70           | 130      | 4002          | 20                                               | Pkw; De-Dion-Bouton-V8-Modelle                                      |      |
| 1912      | Type DN   | 8        | 94           | 140      | 7773          | 40                                               | Pkw; De-Dion-Bouton-V8-Modelle                                      |      |
| 1912      | Type DS   | 8        | 94           | 150      | 8328          | 40                                               | Pkw; De-Dion-Bouton-V8-Modelle                                      |      |
| 1913      | Type DT   |          |              |          |               |                                                  | Lkw                                                                 |      |
| 1912–1913 | Type DW 2 | 2        | 66           | 120      | 821           | 6                                                | Pkw                                                                 |      |
| 1912–1913 | Type DW 4 | 4        | 54           | 110      | 1008          | 8                                                | Pkw                                                                 |      |
| 1912–1913 | Type DX   | 4        | 66           | 120      | 1642          | 10                                               | Pkw                                                                 |      |
| 1912–1913 | Type DY   | 4        | 75           | 130      | 2297          | 12                                               | Pkw                                                                 |      |
| 1912–1913 | Type DZ   | 4        | 80           | 140      | 2815          | 14                                               | Pkw                                                                 |      |
| 1912–1913 | Type EA   | 4        | 80           | 140      | 2815          | 14                                               | Pkw                                                                 |      |
| 1912–1913 | Type EB   | 4        | 100          | 140      | 4398          | 25                                               | Pkw                                                                 |      |
| 1913      | Type EC   | 8        | 75           | 130      | 4595          | 20                                               | Pkw; De-Dion-Bouton-V8-Modelle                                      |      |
| 1912–1913 | Type ED   | 8        | 75           | 130      | 4595          | 20                                               | Pkw; De-Dion-Bouton-V8-Modelle                                      |      |
| 1913      | Type EF   | 8        | 94           | 140      | 7773          | 30                                               | Pkw; De-Dion-Bouton-V8-Modelle                                      |      |
| 1913      | Type EH   | 8        | 94           | 140      | 7773          | 35                                               | Pkw; De-Dion-Bouton-V8-Modelle                                      |      |
| 1913      | Type EI   | 4        | 100          | 140      | 4398          | 20                                               | Pkw                                                                 |      |
| 1913–1914 | Type EJ 2 | 2        | 66           | 120      | 821           | 5/7                                              | Pkw                                                                 |      |
| 1913–1914 | Type EJ 4 | 4        | 56           | 120      | 1182          | 7/10                                             | Pkw                                                                 |      |
| 1913–1914 | Type EK   | 4        | 66           | 120      | 1642          | 9/12                                             | Pkw                                                                 |      |
| 1913–1914 | Type EL   | 4        | 75           | 130      | 2297          | 14 und 12/16                                     | Pkw                                                                 |      |
| 1913–1914 | Type EM   | 4        | 75           | 130      | 2297          | 14 und 12/16                                     | Pkw                                                                 |      |
| 1913–1914 | Type EN   | 4        | 80           | 140      | 2815          | 18 und 14/18                                     | Pkw                                                                 |      |
| 1913–1914 | Type EO   | 4        | 80           | 140      | 2815          | 18 und 14/18                                     | Pkw                                                                 |      |
| 1913–1914 | Type EP   | 8        | 66           | 130      | 3558          | 20 und 16/22                                     | Pkw; De-Dion-Bouton-V8-Modelle                                      |      |
| 1913–1914 | Type EQ   | 8        | 66           | 130      | 3558          | 20 und 16/22                                     | Pkw; De-Dion-Bouton-V8-Modelle                                      |      |
| 1913–1914 | Type ER   | 8        | 75           | 130      | 4595          | 20/30                                            | Pkw; De-Dion-Bouton-V8-Modelle                                      |      |
| 1913–1914 | Type ES   | 8        | 75           | 130      | 4595          | 20/30                                            | Pkw; De-Dion-Bouton-V8-Modelle                                      |      |
| 1913–1914 | Type ET   | 4        | 100          | 140      | 4398          | 25 und 20/30                                     | Pkw                                                                 |      |
| 1914      | Type EU   | 4        | 80           | 140      | 2815          | 18 und 14/18                                     | Pkw                                                                 |      |
| 1913–1914 | Type EV   | 4        | 100          | 140      | 4398          | 25 und 20/30                                     | Pkw                                                                 |      |
| 1914–1915 | Type EY   | 8        | 94           | 140      | 7773          | 32/50                                            | Pkw; De-Dion-Bouton-V8-Modelle                                      |      |
| 1914      | Type EZ   | 8        | 125          | 150      | 14726         | 100                                              | Pkw; De-Dion-Bouton-V8-Modelle                                      |      |
| 1913–1915 | Type FB   | 8        | 75           | 130      | 4595          |                                                  | Pkw; De-Dion-Bouton-V8-Modelle                                      |      |
| 1914–1915 | Type FE   | 4        | 80           | 140      | 2815          | 18                                               | Pkw                                                                 |      |
| 1913–1915 | Type FG   | 4        | 56           | 120      | 1182          | 10                                               | Pkw                                                                 |      |
| 1913–1914 | Type FH   | 4        | 75           | 130      | 2297          | 14 und 12/16                                     | Pkw                                                                 |      |
| 1913–1915 | Type FI   | 4        | 75           | 130      | 2297          | 14                                               | Pkw                                                                 |      |
| 1914–1915 | Type FK   | 4        | 80           | 140      | 2815          | 18                                               | Pkw                                                                 |      |
| 1913–1915 | Type FL   | 4        | 75           | 130      | 2297          | 14                                               | Pkw                                                                 |      |
|           | Type FR   |          |              |          |               |                                                  | Lkw                                                                 |      |
| 1914–1915 | Type FU   | 4        | 80           | 140      | 2815          | 18                                               | Pkw                                                                 |      |
| 1913–1915 | Type FZ   | 8        | 94           | 140      | 7772          | 60                                               | Militärfahrzeug mit Bewaffnung                                      |      |
| 1914–1915 | Type GA   | 4        | 66           | 120      | 1642          | 12                                               | Pkw                                                                 |      |
| 1913–1915 | Type GO   | 8        | 94           | 140      | 7772          | 60                                               | Militärfahrzeug mit Kofferaufbau                                    |      |
| 1913–1915 | Type GR   | 8        | 66           | 130      | 3558          |                                                  | Pkw; De-Dion-Bouton-V8-Modelle                                      |      |
|           | Type GS   |          |              |          |               |                                                  | Militärfahrzeug                                                     |      |
|           | Type GUY  |          |              |          |               |                                                  | Militärfahrzeug                                                     |      |
|           | Type HC   |          |              |          |               |                                                  | Militärfahrzeug                                                     |      |
| 1918–1919 | Type HD   | 4        | 85           | 130      | 2951          | 18                                               | Pkw                                                                 |      |
| 1920–1922 | Type HF   | 4        | 85           | 130      | 2951          | 24,3                                             | Pkw                                                                 |      |
| 1919–1921 | Type HG   | 8        | 70           | 120      | 3695          | 24,3                                             | Pkw; De-Dion-Bouton-V8-Modelle                                      |      |
|           | Type HO   |          |              |          |               |                                                  | 14-CV-Motor, Zulassung 4. Juni 1921, keine Vermarktung bekannt      |      |
|           | Type HT   | 8        | 94           | 140      | 7772          | 60                                               | Militärfahrzeug                                                     |      |
| 1919–1922 | Type IB   | 8        | 60 65        | 100      | 2262 2655     | 20 20,9                                          | Pkw; De-Dion-Bouton-V8-Modelle                                      |      |
| 1919–1920 | Type IC   | 4        | 70           | 100      | 1539          | 14                                               | Pkw                                                                 |      |
| 1919–1922 | Type ID   | 4        | 70           | 120      | 1847          | 14                                               | Pkw                                                                 |      |
| 1921–1922 | Type IE   | 4        | 70           | 120      | 1847          | 14                                               | Pkw                                                                 |      |
| 1921–1922 | Type IF   | 8        | 70           | 120      | 3695          | 24,3                                             | Pkw; De-Dion-Bouton-V8-Modelle                                      |      |
|           | Type IG   |          |              |          |               |                                                  | 15-CV-Motor, Zulassung 13. Januar 1922, keine Vermarktung bekannt   |      |
| 1923      | Type IL   | 4        | 78           | 130      | 2485          | 43                                               | Pkw                                                                 |      |
| 1922–1926 | Type IM   | 4        | 78           | 130      | 2485          | 43                                               | Pkw                                                                 |      |
| 1923      | Type IN   | 4        | 90           | 130      | 3308          | 55                                               | Pkw                                                                 |      |
|           | Type IO   |          |              |          |               |                                                  | 15-CV-Motor, Zulassung 21. April 1922, keine Vermarktung bekannt    |      |
|           | Type IO 2 |          |              |          |               |                                                  | 18-CV-Motor, Zulassung 2. März 1923, keine Vermarktung bekannt      |      |
|           | Type IP   |          |              |          |               |                                                  | 15-CV-Motor, Zulassung 18. April 1923, keine Vermarktung bekannt    |      |
| 1923      | Type IR   | 8        | 70           | 120      | 3695          | 50                                               | Pkw; De-Dion-Bouton-V8-Modelle                                      |      |
| 1922–1925 | Type IS   | 4        | 70           | 120      | 1847          | 24                                               | Pkw                                                                 |      |
| 1922–1929 | Type IT   | 4        | 70           | 120      | 1847          | 24–26                                            | Pkw                                                                 |      |
| 1922–1924 | Type IV   | 4        | 70           | 120      | 1847          | 28                                               | Pkw                                                                 |      |
| 1922–1927 | Type IW   | 4        | 70           | 120      | 1847          | 28                                               | Pkw                                                                 |      |
| 1913      | Type JE   |          |              |          |               |                                                  | Nutzfahrzeug                                                        |      |
| 1927      | Type JG 2 |          |              |          |               |                                                  | Omnibus                                                             |      |
| 1925      | Type JH   |          |              |          |               |                                                  | Lkw                                                                 |      |
| 1923–1929 | Type JK   | 4        | 95           | 140      | 3969          | 60–65                                            | Pkw                                                                 |      |
| 1925–1927 | Type JP   | 4        | 62           | 110      | 1328          | 20                                               | Pkw                                                                 |      |
| 1925–1926 | Type JZ   | 4        | 82           | 130      | 2746          | 60                                               | Pkw                                                                 |      |
|           | Type KB   |          |              |          |               |                                                  | 10-CV-Motor, Zulassung 30. Juni 1925, keine Vermarktung bekannt Lkw |      |
|           | Type KF   |          |              |          |               |                                                  | 16-CV-Motor, Zulassung 29. Januar 1926, keine Vermarktung bekannt   |      |
|           | Type KL   |          |              |          |               |                                                  | Lkw                                                                 |      |
|           | Type KM   |          |              |          |               |                                                  | Lkw                                                                 |      |
| 1926–1929 | Type KS   | 4        | 90           | 140      | 3563          | 65                                               | Pkw                                                                 |      |
| 1928–1931 | Type LA   | 4        | 72,5         | 120      | 1982          | 40                                               | Pkw                                                                 |      |
| 1928–1929 | Type LB   | 8        | 64           | 97       | 2496          | 70                                               | Pkw                                                                 |      |
|           | Type LC   |          |              |          |               |                                                  | Lkw                                                                 |      |
|           | Type LD   |          |              |          |               |                                                  | Lkw                                                                 |      |
|           | Type LN   |          |              |          |               |                                                  | Lkw                                                                 |      |
|           | Type LO   |          |              |          |               |                                                  | Nutzfahrzeug                                                        |      |
| 1929–1930 | Type LP   | 8        | 70           | 97       | 2986          | 70                                               | Pkw                                                                 |      |
| 1930–1931 | Type LX   | 8        | 70           | 97       | 2986          | 70                                               | Pkw                                                                 |      |
| 1936      | Type LY   |          |              |          |               |                                                  | Lkw                                                                 |      |
| 1930–1931 | Type MA   | 4        | 72,5         | 120      | 1982          | 40                                               | Pkw                                                                 |      |
|           | Type SA   |          |              |          |               |                                                  | selbstfahrende Arbeitsmaschine                                      |      |
|           | Type SF   |          |              |          |               |                                                  | 15-CV-Motor, Zulassung 12. April 1923, keine Vermarktung bekannt    |      |
|           | Type TM   |          |              |          |               |                                                  | Eisenbahnwaggon                                                     |      |

## Motorenabnehmer
Eine Quelle schätzt vorsichtig, dass es 140 Marken mit De-Dion-Bouton-Motoren gab. Die Liste von Motorenabnehmern von De Dion-Bouton führt mehr als 240 Marken auf.